# Рязанский кремль
Ряза́нский кре́мль — древнейшая часть Рязани, историко-архитектурный музей-заповедник под открытым небом, место, откуда начинался город. При основании кремль назывался Переяславльским, пока в 1778 году Екатерина II не переименовала город в Рязань. Согласно Следованой псалтыри — был основан в 1095 году на высоком холме, при слиянии рек Трубежа и Лыбеди как сторожевой форпост Великого княжества Рязанского. С XIV века Рязанский кремль является резиденцией великого князя, а затем становится одним из основных оборонительных центров Большой засечной черты.
Первоначально кремль занимал самую северную часть холма, на которой сейчас располагается церковь Святого Духа. Уже к XIV веку город обустраивается на всю территорию холма, для укрепления которого потребовалось отделить крепость от остальной территории. Для этого выкопали ров, а из оставшейся земли соорудили оборонительный вал. К XV веку крепость окружал укреплённый городской Острог — продолжение города.
Во время своего наивысшего расцвета в кремле имелось 12 башен, четверо ворот с мостами, подземный ход, три монастыря, 4 площади, городской торг и речной порт. Городской Острог располагал 18 башнями и 4 воротами с мостами. От ворот города вглубь рязанского и в соседние княжества вело 5 трактов. С XV века в кремле начинается каменное строительство: возводятся Успенский собор и Глебовская башня. В XVI веке строятся Архангельский собор, комплекс архиерейского двора, здания которого сохранились до наших дней.
В 1778 году Переяславль-Рязанский получает первый генеральный план застройки, в результате реализации которого деревянные стены и башни кремля и Острога были снесены, а кремлёвский холм с остальной частью города был соединён каменным Глебовским мостом. На протяжении XVII—XIX веков строятся главные архитектурные доминанты кремля — Успенский собор и Соборная колокольня.
После революции 1917 года здания кремля были отданы под квартиры рабочих, а в 1923 года туда переехал Губернский краеведческий музей и открылись первые экспозиции. В 1950-е — 1960-е годы прошла первая масштабная научная реставрация архитектурных памятников, во многом благодаря которой уникальный ансамбль был сохранён до наших дней. В 1968 году территория кремля была объявлена особо охраняемой историко-архитектурной заповедной зоной. В 1995 году кремль был включён в Свод особо ценных объектов культурного наследия Российской Федерации.
Сегодня Рязанский кремль является главной достопримечательностью и символом города. Здесь расположены музеи, действующие храмы и старейшие здания и сооружения Рязанской области. К югу кремль граничит с Соборным парком, являющимся частью музейной инфраструктуры, к северу можно пройти в Приокский лесопарк. Кремль является частью особо охраняемой территории древнего Переяславля-Рязанского, включающего в себя также территорию городского Острога, пригородных слобод, охраняемого культурного слоя и панорамных видов.

## История

### Древнейшие поселения
Древнейшая стоянка, найденная на территории Рязанской области расположена в Дубровичах. Там археологами было найдено кремниевое рубило, изготовленное 80 тысяч лет назад. Вокруг территории современного кремля были найдены мезолитические стоянки — «Борковская», в междуречье Оки и Трубежа и «Логинов Хутор» близ современного района Канищево. На самом кремлёвском холме при раскопках археологи обнаружили каменные топоры с просверлёнными отверстиями. Стоянка бронзового века найдена в районе современной Рыбацкой улицы, а образцы керамики того времени — по всему городу. Результаты археологических изысканий позволяют говорить о том, что территория современной Рязани подверглась заселению человеком ещё в каменном веке.
В железном веке люди занимают всю территорию речных пойм. Многочисленные стоянки располагаются на высоких берегах Оки. Среди них — Февёлов бор, Логвинов хутор, Новосёлки, стоянка в районе современной Скоморошинской улицы. Находки железного века также нашли на территории Кремля, Борисоглебского собора и в Борках, где позднее возникнут укреплённые крепости.
В 1960-х годах при промышленных работах в Борках было обнаружено торговое поселение IX—X веков. Именно здесь было найдено большое количество кладов арабских дирхамов. Ока в то время — это крупный торговый путь из варяг в греки и из варяг в арабы. Поселение, основанное в междуречье Оки и Трубежа являлось удобным местом для причаливания кораблей и торгового обмена. По всей видимости, именно для контроля этих мест и была построена крепость Переяславля.

### Основание Переяславля

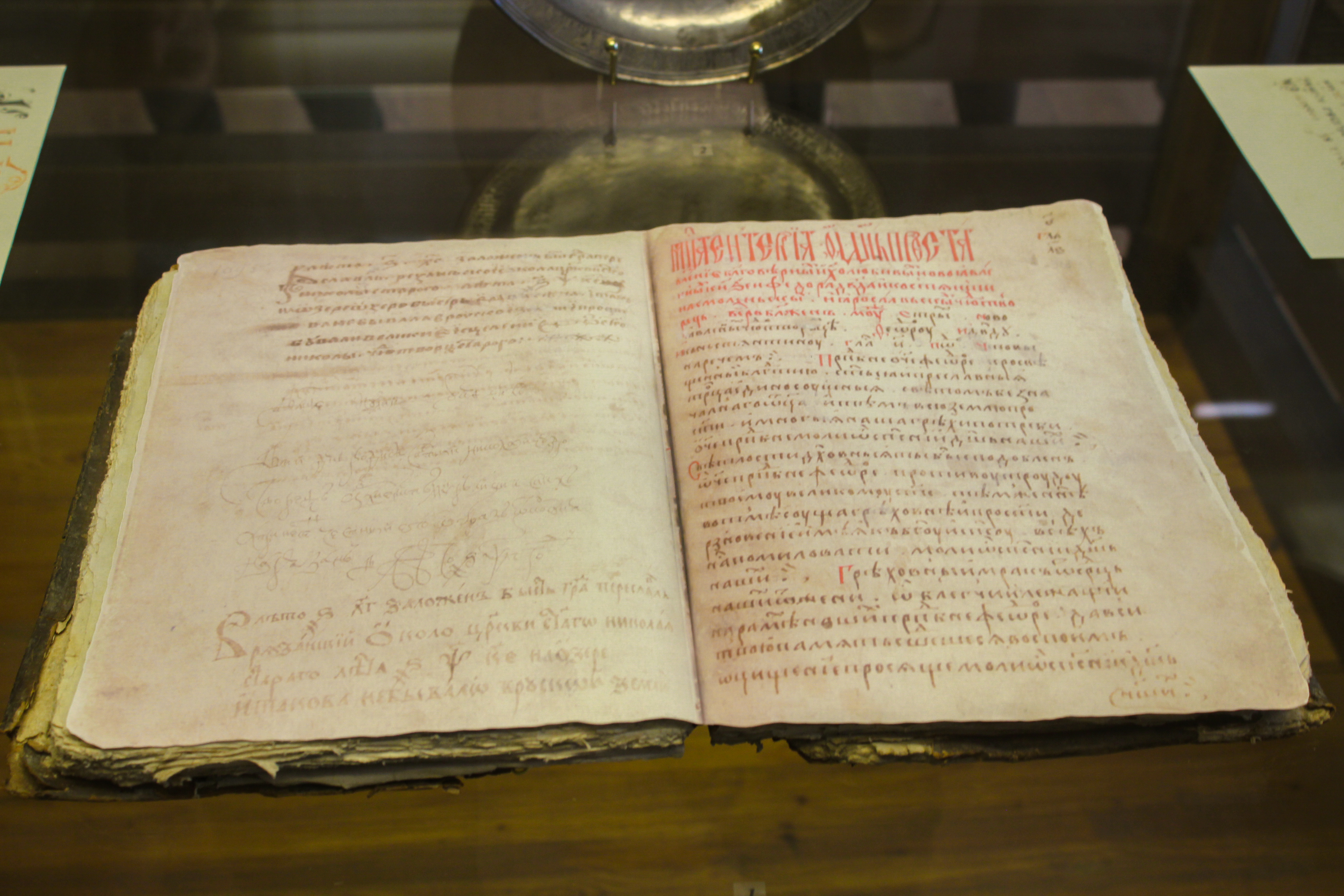
Фотокопия Следованой псалтыри, в историческом музее Рязанского кремля. На левой странице снизу — надпись об основании Рязани.

В XIX веке, в книгохранилищах рязанской духовной семинарии была найдена Следованая псалтырь, написанная в 1570 году в Ильинской церкви. На 378 по счёту странице находится надпись, сделанная судя по палеографическим особенностям, в XVI веке:
В лета 6603 (1095) заложен бысть град Переяславль Рязаньской около церкви святого Николы Старого
Эта надпись также дублируется на отдельном листе, принадлежащем уже перу XVII века — древние летописцы понимали её важность и пытались сохранить, продублировав в отдельном документе.
Церковь Николы старого, которая упоминается в этой заметке, существовала в Переяславле примерно в месте сегодняшнего Успенского собора. В этой церкви могли храниться городские летописи, однако здание погибло в одном из разрушительных пожаров в 1611 году. Возможно записи, сделанные в Следованой псалтыри являются перепиской документов именно Никольской церкви, которым удалось сохраниться после пожара. Записи затем были перемещены в Ильинскую церковь городского Острога, где и хранились до своего обнаружения.
Однако когда закладывался «город», церкви Николы Старого ещё не было, так как известно, что она была построена для перенесения в неё образа Святого Николая «от Корсуни на Рязань в лето 6733 году», то есть в 1225 году. Упоминание церкви является ориентиром, который был бы понятен современникам. Фраза «заложить град» в те времена означала не только собственно, основание города, но также и восстановление и ремонт городских укреплений. Возможно, что «заложение града» в 1095 году не было первым и не было последним.
«Град» был основан на северо-западном краю холма в месте, где сегодня располагается церковь Святого Духа. Рядом находилось Быстрое озеро, откуда горожане брали питьевую воду. Город был окружён частоколом. За стенами находился посад, первоначально — небольшой. Вся территория крепости в те времена ограничивалась пределами современного Дворца Олега и монастырского сада, откуда уже начинался неукреплённый посад. Раскопки, произведенные в конце 1920-х, и в 2010-х годах обнаружили предметы, относящиеся к XI—XIII векам, а последние археологические работы также позволили выделить культурный слой XII века.
Основан город как считают историки, черниговским князем Олегом Святославичем, внуком Ярослава Мудрого. Изгнанный во время неудачного сражения из своего княжества, он был вынужден бежать в окские земли к брату Ярославу. Город был сооружён как его собственный княжеский двор — Олегов двор, подобно современным ему Ярославову дворищу в Новгороде и Княжему двору в Переславле-Залесском.
В начале XIII века, после ожесточенных боев между Рязанским и Владимиро-Суздальским княжествами, в Переяславле возникла необходимость сооружения новой крепости. В 1208 году рязанский епископ Арсений снова «град Переяславль заложил у озера» — то-есть «освятил закладку стен». Новая крепость была уже большего размера и заняла всю северную часть кремлевского холма. В 1955—1957 годах экспедиция А. Л. Монгайта, проводившая здесь археологические исследования, обнаружила культурный слой XII века.
Позднее, в XIII — начале XIV века — кремль занимает весь холм. Возникает потребность дополнительно укрепить наиболее слабую, южную территорию города. Здесь горожане вырывают ров и насыпают крепостной вал.

### Столица Рязанского княжества
После разорения Старой Рязани в город Борисов-Глебов, располагающийся рядом с Переяславлем переезжает епископская кафедра. Местонахождение кафедры в непосредственной близости к городу способствовало его возвышению. Например, известно, что в 1300 году в Переяславле происходил какой-то съезд князей. В 1301 году московский князь Даниил, опасавшийся своего восточного соседа, «приходил ратью на Рязань и бился у града Переяславля.»
Окончательно, значение Переяславля как столицы Рязанского княжества утвердилось в середине XIV века, в княжение Олега Ивановича Рязанского, носящего титул великого. В это время в городе строится княжеский двор с хозяйственными постройками. Возможно, именно в это время в Переяславле появляется подземный ход из Тайничной башни.
XV век — век расцвета Переяславля и дальнейшего его укрепления. После пожара 1494 года крепость вновь строится и ремонтируется. Сын Олега Рязанского — Фёдор Олегович начинает в городе каменное строительство. Вырастает кафедральный Успенский собор, в перестроенном виде дошедший до наших дней. На южном выезде из города появляется Глебовская башня, также сооружённая из камня. Для своих нужд князь возводит Архангельский собор, служащий ему домовой церковью. В крепости основываются три монастыря — Духовской, Казанский и Спасский.
К этому времени Переяславль представляет собой хорошо укреплённую столицу княжества. Крепость, с 12 башнями, укреплённый городской Острог с собственными стенами. За Острогом — ров с воткнутыми в его основание заострёнными дубовыми брёвнами — «надоблами». Город окружает сеть сторожевых форпостов — Борисов-Глебов и Троицкий монастырь с юга, Солотчинский монастырь — на севере, Дмитровский на востоке, Богоявленский — на западе, в селе Борки.
В 1521 году крымский хан Мехмед-Гирай возвращался из похода на Москву, в котором он добыл у бояр грамоту о объявлении хана своим господином и обязательстве Москвы платить дань крымскому ханству. По пути Гирай решает захватить Переяславль. Городской наместник Хабар Симский не верит словам хана, и требует показать ему грамоту бояр. После того, как грамота оказывается у него, немецкий пушкарь Иордан с Глебовской башни стреляет в Гирея, который вынужден был спасаясь, отъехать от городских стен. Таким образом, грамота с вассалитетом Москвы остаётся в Переяславле. В память об этом событии на Соборной колокольне установлена чугунная доска.
В 1533 и 1564 году Переяславль-Рязанский выдерживает осады войск крымского хана. Горожане и жители окрестных сел, собравшись за стенами Кремля, сумели нанести ханским войскам огромные потери.

### XVI—XVII век
С XVI века Переяславль — один из основных оборонительных центров Большой засечной черты. Она начиналась у стен города и шла на запад до Тулы, а оттуда, вплоть до Брянских лесов. Вокруг неё в свою очередь проходила вторая черта — от Шацка к Оке, а затем, через Сапожок и Ряжск — к Скопину.
В Переславльском кремле собирается первое рязанское ополчение под руководством городского воеводы Прокопия Ляпунова. В 1612 году отряды гетмана Сагайдачного захватили и разорили город. В остроге и посадах было сожжено, разрушено или повреждено большинство церквей, а также огромное количество гражданских зданий. В 1647 году страшный пожар и последовавший за ним мор нанесли новый, очень чувствительный удар городу.
В 1650-х годах в последний раз была заново отстроена крепость Переяславля-Рязанского.

### XVIII век. Реконструкция первого генерального плана
В XVIII веке в результате расширения Российской империи границы страны были сильно отодвинуты от Рязанской земли и засечной черты. Военное строительство в Переяславле постепенно сошло на нет, уступая расцвету гражданской архитектуры. Деревянные стены и башни кремля, в отсутствие должного ухода, пришли в ветхость.
В 1778 году в результате административно-территориальных реформ Екатерины II Переяславль-Рязанский был переименован в Рязань, и получил свой первый генеральный план развития. Согласно ему, основные административные учреждения выносятся за пределы кремля. Главная городская площадь должна была начинаться по другую сторону Глебовского моста. Здесь, планом были предусмотрены основные учреждения губернии — здание присутственных мест, дома губернатора и генерал-губернатора, дворянское собрание и суд. Однако начавшаяся Русско-Турецкая война помешала их строительству. Успели построить только здание присутственных мест. Сегодня на месте этой площади располагается Соборный парк.
В результате выноса городских учреждений, за территорию кремля, он постепенно становится духовным центром города. Здесь находятся епархиальные учреждения, монастыри, главный кафедральный собор. Обветшавшие деревянные стены сносятся, а место каменной Глебовской башни занимает Соборная колокольня. В это же время реконструировался и перестраивался, приобретая современные черты, Христорождественский собор. На восточной части холма сохраняется жилой район, который однако, потерял свою престижность. В северо-западной части, на Трубеже находится оживлённая транспортно-промышленная зона городского порта. В таком виде кремль доходит до начала XX века.

### XIX век

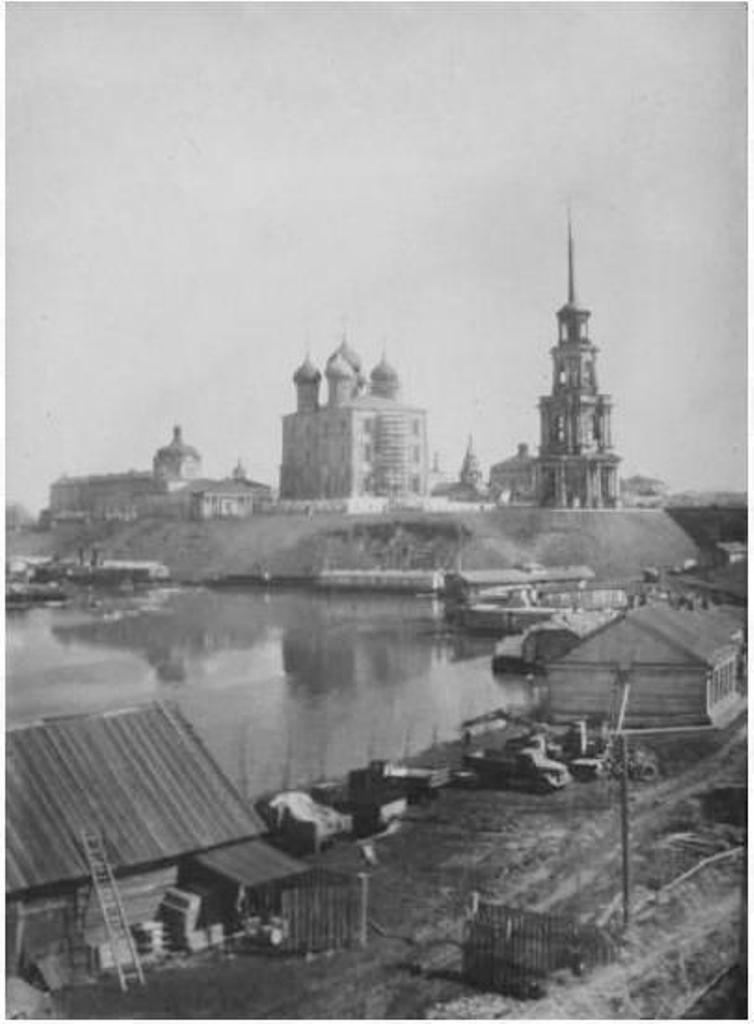
Рязанский кремль до реставрации. Начало 1950-х.

Изучение прошлого города и кремля началось ещё в конце XVIII века, когда под руководством И. С. Алякринского были собраны все доступные на тот момент сведения об истории Рязани, которые затем были изданы в книге «Рязанские достопамятности».
В 1884 году указом Александра III одной из первых в Российской империи создаётся Рязанская губернская учёная архивная комиссия, которая занимается изысканиями, сбором, постановкой на учёт, исследованием и сохранением памятников и предметов старины. В XIX веке впервые на кремль начинают смотреть как на памятник истории и архитектуры. Горожане спасают от сноса и реставрируют Успенский собор. Меценаты выделяют деньги на достройку колокольни и устанавливают на неё городские куранты. Проводятся первые археологические исследования и описания кремлёвских памятников.
К юбилейной дате восьмисотлетия Рязани, праздновавшейся в 1895 году были отремонтированы все постройки Рязанского кремля. В 1890 году учёная архивная комиссия открывает городской исторический музей — будущий историко-архитектурный музей-заповедник.

### От Революции до Великой Отечественной войны
После революции 1917 года все храмы кремля были закрыты. Помещения Архиерейского двора и Гостиницы Знати были отданы для проживания рабочих. Во Дворце Олега проживали работники располагавшегося на Трубеже речного порта.
В 1918 году на базе нескольких городских музеев создаётся Рязанский губернский музей, в который также свозятся предметы старины, конфискованные из дворянских усадеб. Тогда же в Рязанской губернии — первой в РСФСР создаётся отдел охраны памятников, искусства и библиотек. Уже в 1922 году музей переезжает в Рязанский кремль. А в 1924 году здесь проходит съезд музейных работников Центрально-Промышленной области.
В период 1920-x — 1940-х годов в кремлёвском историческом музее работают множество видных сотрудников, благодаря которым были открыты, исследованы и описаны исторические документы и сведения о городе. Много сделали в этом плане местные исследователи — С. Д. Яхонтов, Д. Д. Солодовников, А. А. Мансуров, А. В. Селиванов и другие. Археологи и историки: А. Л. Монгайт, Г. К. Вагнер, А. Г. Кузьмин, искусствовед М. А. Ильин, архитектор П. А. Тельтевский внесли большой вклад в дело популяризации и классификации письменных и вещественных документов и сокровищ рязанской истории и искусства. Несколько лет назад В. И. Филатовым была раскрыта икона «Параскева Пятница» из Успенского собора Рязани — уникальный памятник рязанской иконописи XV века.
К 1941 году была подготовлена документация и планы для научной реставрации и исследования кремля, однако началу работам помешала Великая Отечественная война. Во время войны на кремлёвском валу находилась зенитная точка противовоздушной обороны города, а на Соборной колокольне — наблюдательная площадка.

### Вторая половина XX века
После окончания войны в 1950 году многие из построек кремля оказались в плачевном состоянии. Положение усугублялось тем, что Успенский собор начал давать трещины в восточной части, что создавало угрозу для падения здания. В результате обследований были инициированы срочные восстановительные работы, послужившие началом первой масштабной реставрации и исследования территории кремля, которая по сути, продолжается до сих пор.
В 1950-е — 1960-е годы было проведено множество археологических исследований, к зданиям кремля протянуты коммуникации, сооружена трансформаторная подстанция и тепловой пункт, построена административно-хозяйственная часть. Был укреплён фундамент Успенского собора, для работ над которым были привлечены специалисты метростроя. Возвращён первоначальный облик Певческому корпусу, подвергшемуся тотальной перестройке в XIX веке. Капитально отреставрированы все здания и сооружения на территории, началась реставрация росписей и икон в храмах. Кроме того, было проведено благоустройство территории, установлена чугунная ограда с вазонами и цветами, смонтировано освещение и подсветка корпусов, установлены лавочки, замощены дороги и набережные. Результатом первого этапа реставрации стало присвоение Рязанскому кремлю в 1968 году статуса всесоюзного историко-архитектурного музея-заповедника и постановка на государственную охрану.

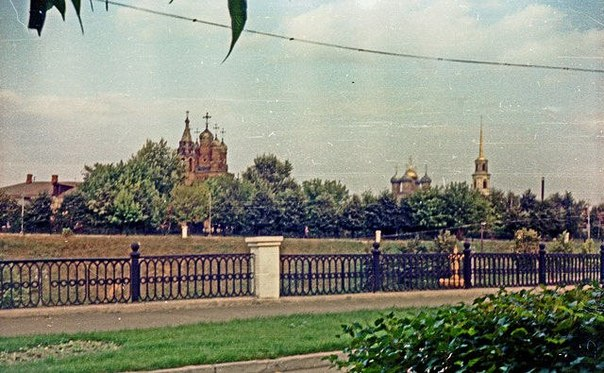
Благоустроенная Трубежная набережная.

В 1970-е — 1980-е начался второй этап работ. К 1982 году была окончена реставрация Архангельского собора — зданию вернули первоначальный облик, а внутри него стали проводить выставки. В 1983 году восстановлено шатровое крыльцо Певческого корпуса, а в 1985 — Консисторского, что позволило открыть в зданиях этнографический и природный музеи. В 1986 году после реставрации в Гостиницы Черни открывается музей Советской власти.
В 1992 году в кремле был создан научно-методический центр по комплексному изучению и сохранению исторической территории музея-заповедника, открыта смотровая площадка Соборной колокольни. К юбилею города, отмечавшегося в 1995 году планировалось окончить реставрацию соборов и Архиерейского двора, а также музеефицировать кремлёвский Остров — небольшой посёлок у подножья кремля, в котором с начала XX века проживали работники речного порта на Трубеже. Из-за распада Советского союза множество планов пришлось отложить.

### XXI век
В 2004 году начался затяжной конфликт между музеем-заповедником и Рязанской епархией из-за передачи всех кремлёвских построек последней. Результатом конфликта стала почти 20-летняя стагнация проектов реставрации и развития территории, и заморозка федеральных средств на их исполнение. Митрополия, получив поддержку федерального правительства последовательно получала в собственное распоряжения здания, однако место, в которое могли бы быть переведены музейные экспозиции не было определено в течение более чем 10 лет. Из-за недостатка финансирования началось ветшание зданий. Северо-западная часть холма начала сползать вниз, многие участки верхней Трубежной набережной существенно подмыло дождевой водой. Стала ветшать и разрушаться чугунная ограда. Тем не менее, в 2009 году удалось восстановить резное крыльцо Архиерейского дома и провести капитальную реконструкцию Глебовского моста.
В 2015 году наконец, были выделены средства и началось строительство нового Музейного центра на Соборной улице, которое однако из-за недостатка финансирования и трудной международной обстановки затянулось почти на десятилетие. Перевод основных экспозиций и хранилищ в новое здание начался только в 2023 году. Тогда же был объявлен тендер на реконструкцию Соборного парка, деньги на который впервые за 20 лет были выделены федеральным правительством, о чём сообщил во время приезда в Рязань премьер-министр России Михаил Мишустин. Началась долгожданная реставрация Успенского собора. После затяжной реконструкции была вновь открыта смотровая площадка Соборной колокольни.

### Развитие территории
В современной концепции развития музея сохраняются планы, заложенные ещё с начала реставрации в 1950-x — 1960-x годах. На кремлёвском Острове планируется создание этнографической Деревни мастеров, выполненной в духе деревянной средневековой застройки. Также существует проект частичного восстановления стен и башен в северной части холма, выходящей к Затинной улице. Здесь планируется создать часть средневековой городской застройки, деревянных мостовых и построить новый визит-центр заповедника. Проект был представлен и принят на заседании Учёного совета музея-заповедника 31 мая 2016 года.
В рамках областной программы запланирована расчистка рек Трубежа и Лыбеди, перевод грузового порта на Оку, реконструкция пристани и создание набережной вдоль реки Трубеж, которая соединит пешеходным маршрутом Рязанский кремль и Приокский лесопарк.

## Планировка
Средневековая планировка
Территория Кремлёвского холма представляет собой прямоугольник в междуречье двух рек. С северо-запада холм омывает Трубеж, где с древних времён расположен речной порт и городская пристань. От Тайницкой башни, находившейся на северо-западном склоне холма к воде вёл подземный ход, который позволял воспользоваться рекой для эвакуации или забора питьевой воды. К началу XX века Трубеж представлял собой крупную полноводную судоходную реку. Здесь был насыпан район для проживания работников речного порта — сегодня туда ведёт понтонный мост. На другом берегу реки находится Заповедный луг — рекреационная территория, на которой в средние века была городская выгонная земля для выпаса скота и засеянные поля.
С северо-востока и востока вокруг кремля течёт река Лыбедь. В средние века здесь были расположены Выползова, Рыбацкая и Чёрная слободы, образовавшие со временем Нижний посад — пригородное неукреплённое поселение. Неподалёку от устья Лыбеди находилась Ипатьевская башня с воротами и мостом через реку. Здесь начинался Владимирский тракт, тянущийся по берегу Трубежа и уходящий на другую сторону Оки, в Солотчу и Мещёрские леса. Сегодня здесь расположена Затинная, Рыбацкая и Лесопарковые улицы, речной порт и территория Приокского лесопарка.
В Восточной части холма находилась Рязанская башня с воротами и мостом, от которой начинался Рязанский тракт. Он шёл до столицы княжества — Рязани, а также в Пронск и Елец. У подножья башни располагался городской торг, трактиры и постоялые дворы вокруг дороги. Сегодня на месте торга находится площадь 26 Бакинский комиссаров и квартал между улицами Грибоедова и Затинной.
В южной части холма находится насыпной оборонительный вал и ров. Последний в средние века был заполнен водой. Первоначально, территория холма и соседняя высокая территория Острога, на котором сегодня расположен Соборный парк, были единым целым. Глубокий овраг начинался только ближе к восточному концу современного вала. С ростом города и распространением построек на всю территории холма потребовалось расширение оборонительных сооружений. Было принято решение перекопать уже существующий овраг насквозь, отрезав таким образом крепостной холм от остальной территории. Землю, вырытую при работах, пустили на отсыпку вала. На месте где расположена Соборная колокольня и каменный Глебовский мост, находилась Глебовская каменная башня в воротами и деревянным мостом через ров. Отсюда начинался тракт в Коломну и Москву. Позднее, здесь начала застраиваться пригородная слобода, впоследствии превратившаяся в продолжение крепости — городской Острог.
Внутри крепости находилось озера Быстрое, а в устье реки Лыбеди — Карасево. Второе предположительно, было расположено неподалёку от устья реки Лыбедь, на месте первого был выстроен Успенский собор. К XV веку оба они исчезли, и воду начали брать из рек.
Улицы и площади
На территории кремлёвской крепости располагались как минимум четыре площади. Первая находилась у Глебовских ворот, улица от которой вела к княжескому двору через Успенский кафедральный собор, вторая — у Ипатьевских ворот. У Рязанских ворот располагалась Торговая площадь, и позднее была построенная площадь у дома городского воеводы. Территория княжеской двора по всей видимости располагалась неподалёку от Успенского и Архангельского собора, который являлся княжеской домовой церковью. На этом месте сейчас располагается архиерейский двор с постройками. Отсюда также был быстрый доступ к подземному ходу и причалу.
У площади Глебовских ворот располагался приказ сыскных дел, караульная колодничая изба и огороженный дубовым забором тюремный двор с «онбаром» — избой, куда запирали заключённых. Тут же была построена караульная сторожевая изба. На другой стороне площади, у стен современного Спасского монастыря находилась высокая, стоявшая на подклетях Приказная изба — местоположение городских чиновников. Рядом с ней были «зелейные» палаты — два каменных здания, в которых хранился городской арсенал: пищали, пушки, зелье (порох), топоры, бердыши, орудия «для пожарного времени» — крюки, рогачи.
Улицы древнего Переяславля были мощены дубом. Одна из главных улиц, на остатки которой наткнулась археологическая экспедиция на Житийном дворе вела от Глебовских ворот к Ипатьевским. На ней располагался княжеский двор и кафедральный Успенский собор. От Рязанский ворот веером расходились три улицы. Одна из них шла ко 2 Безымянной башне на северной стороне холма, вторая — к Ипатьевским воротам через Казанский монастырь, третья — к 12 башне на кремлёвском валу. Ещё одна улица тянулась вдоль стен Казанского монастыря и от Воскресенской церкви до Спасского монастыря. Также широкая кольцевая улица проходила вокруг крепостных стен. Наиболее густонаселённый район, согласно археологическим исследованиям находится на месте современной Гостиницы Знати.
Жилище горожанина
В кремле, за крепостными стенами находилось множество городских домов и усадеб. При росте города и появления укреплённого Острога здесь селились состоятельные люди и ремесленники. Свои дворы в Переяславле имели известные русские роды: Нарышкины — предки Петра I, Одоевские, Волконские, Лихаревы, Вердеревске, Голицыны, Мышкины, Кропоткины и другие. Типичный дом, согласно результатам археологических исследований представлял собой рубленное «в обло» двухэтажное здание со свайным фундаментом. Внизу находился покрытый деревом и берестой подвал для хранения различных вещей. В светлице стояла печь, на окнах располагались слюдяные оконца. К дому примыкали сени. Жилище богатых горожан имело собственный огороженный палисад — на котором располагался огород. Мостовые между домами были сложены из дуба.
Водные поверхности
Согласно генеральному межеванию 1778—1779 годов, проведённом в рамках создания первого генерального плана города указаны данное о городских реках: «В летнее жаркое время в самых мелких местах Трубеж имеет глубина в 2 аршина (1.5 метра), шириною в 25 сажень (53 метра)»
В 1973 году исследования геологического строения кремлёвского холма показало, что от Лыбеди к Трубежу на глубине около 20 метров проходит подземная река. Она питала два озера, располагавшихся на территории холма. Озеро Быстрое находилось на месте Успенского собора, части Архиерейского двора и монастырского сада. Это было первое озеро, откуда горожане при основании города брали воду. На остатки озера Карасева наткнулись геологи, бурившие в 1970-х годах скважину неподалёку от устья Лыбеди. Ширина его достигала 100 метров.

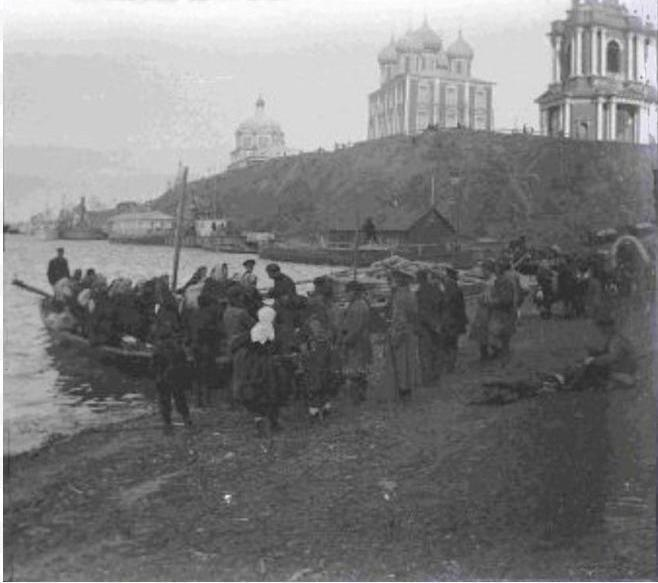
Лодка с жителями заокских сел причаливает к берегу Трубежа, 1900-е года.
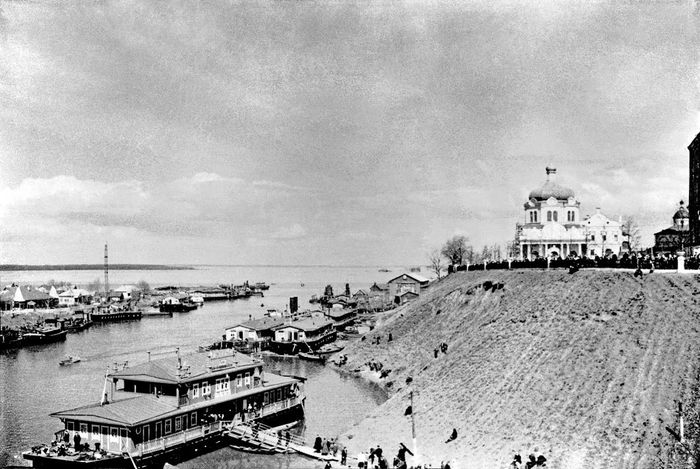
Речной порт во время разлива реки Трубеж, 1957 год.
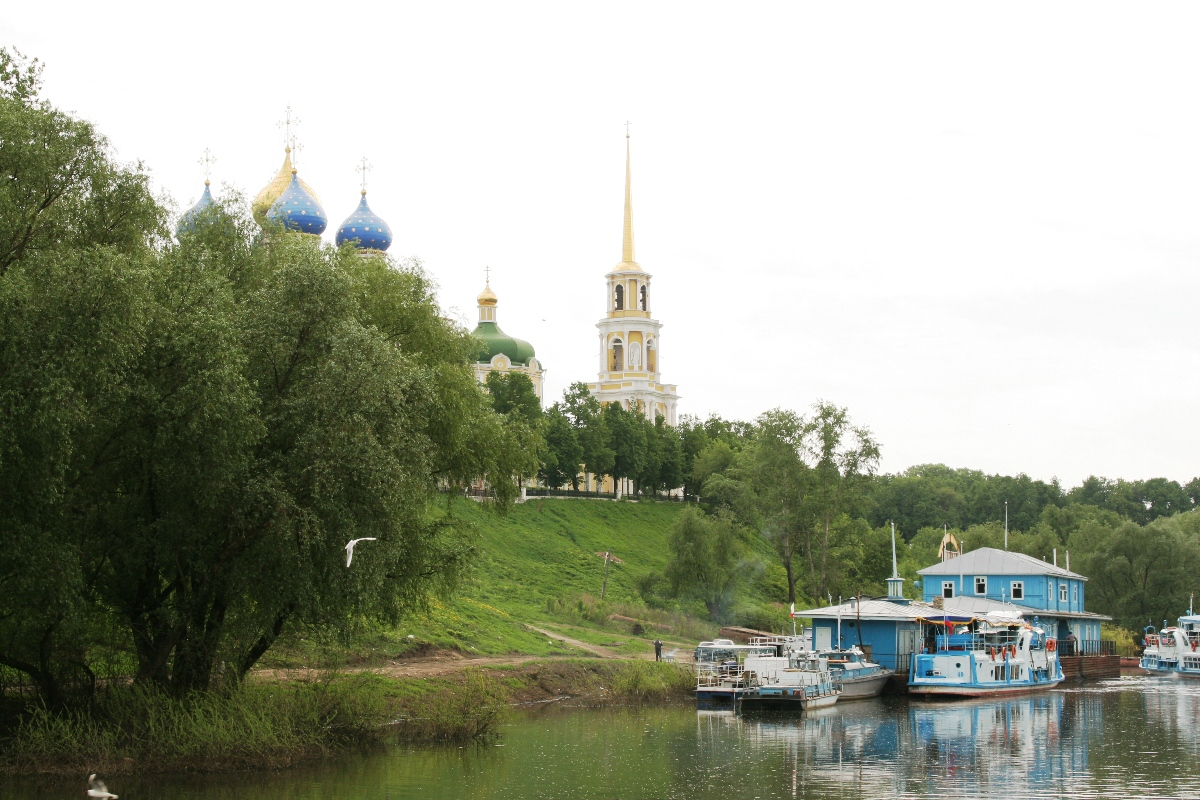
Кремлёвская пристань с круизными кораблями.
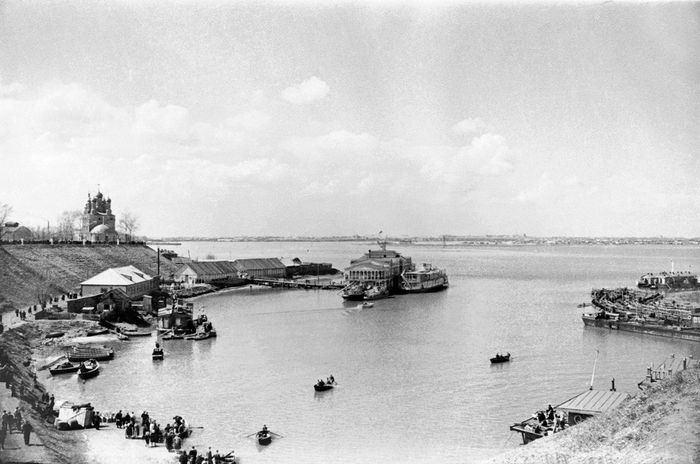
Вид на Спасский Яр в половодье, 1957 год.
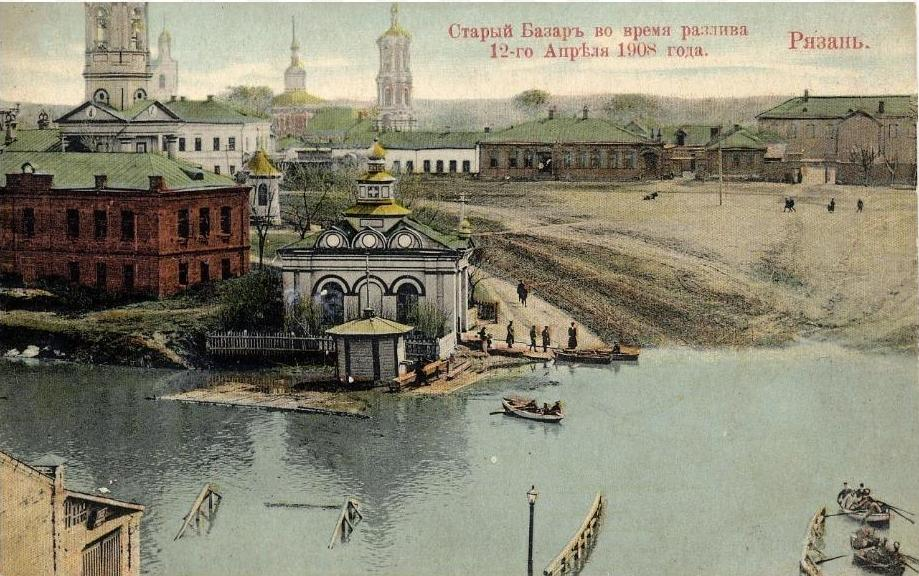
Место бывшего городского торга неподалёку от Кремлёвского вала во время разлива Лыбеди, 1908 год.

Современная планировка

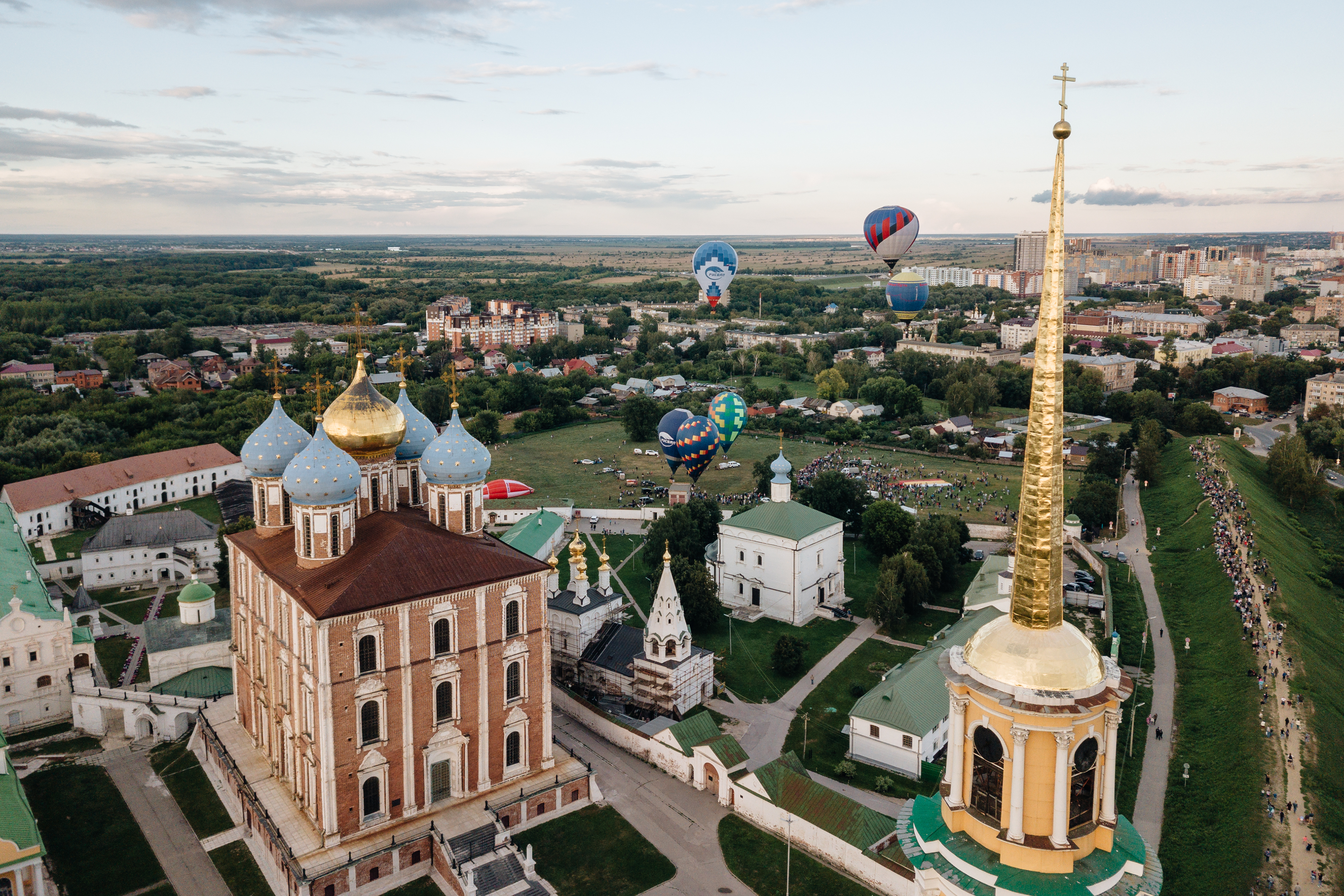
Кремлёвская панорама с воздуха.

В 1778 году Рязань получила первый генеральный план развития, по которому все основные административные и городские сооружения были вынесены из кремля на территорию «большого города» — современного исторического центра. Кремлёвский холм постепенно утрачивал значение городского центра, оставаясь тем не менее, центром духовным.
К сегодняшнему дню планировка кремля претерпела существенные изменения. Западную часть холма занимает музеефицированная территория — комплекс кафедральных соборов, ансамбль Архиерейского двора и Спасского монастыря. Здесь находится площадь перед Успенским собором, верхняя и нижняя Трубежные набережные. Восточную часть холма долгое время занимала деревянная жилая застройка. Здесь проходит улица Рабочих, до революции называвшаяся Архиерейской. Она ведёт от Кремлёского вала до Гостиницы Черни, где располагается административно-хозяйственная часть и фондохранилище музея. Центральную часть холма теперь занимает Монастырский сад — в котором находится площадка для мероприятий и фестивалей. По обе стороны вала идут Верхнеильинская и Нижнеильинская улицы, названные так в честь Ильинской церкви, располагающейся на территории городского Острога, ныне являющегося Соборным парком.
В кремль сегодня ведут пять мостов — каменный Глебовский, три моста в долине Лыбеди и один мост соединяет кремль с Островом. К Трубежу и Лыбеди можно спуститься с трёх лестниц. С юго-запада к кремлю примыкает Соборный парк с собственной набережной, с запада — долина реки Трубеж с Островом и Кремлёвской пристанью, с северо-запада — Заповедный луг. На севере находится долина реки Лыбедь, улицы Затинная, Рыбацкая и Лесопарковая, от которой начинается Приокский лесопарк. На востоке выше по течению Лыбеди расположен проезд Речников и площадь 26 Бакинских комиссаров, в древности являющиеся городским Торгом. На юго-востоке стоит жилая застройка Новослободской улицы на высоком холме и прогулочный Лыбедский бульвар, идущий через весь старый центр города. Парадный вход в кремль начинается от Соборной площади, где построены пропилеи, выполненные в классическом архитектурном стиле.

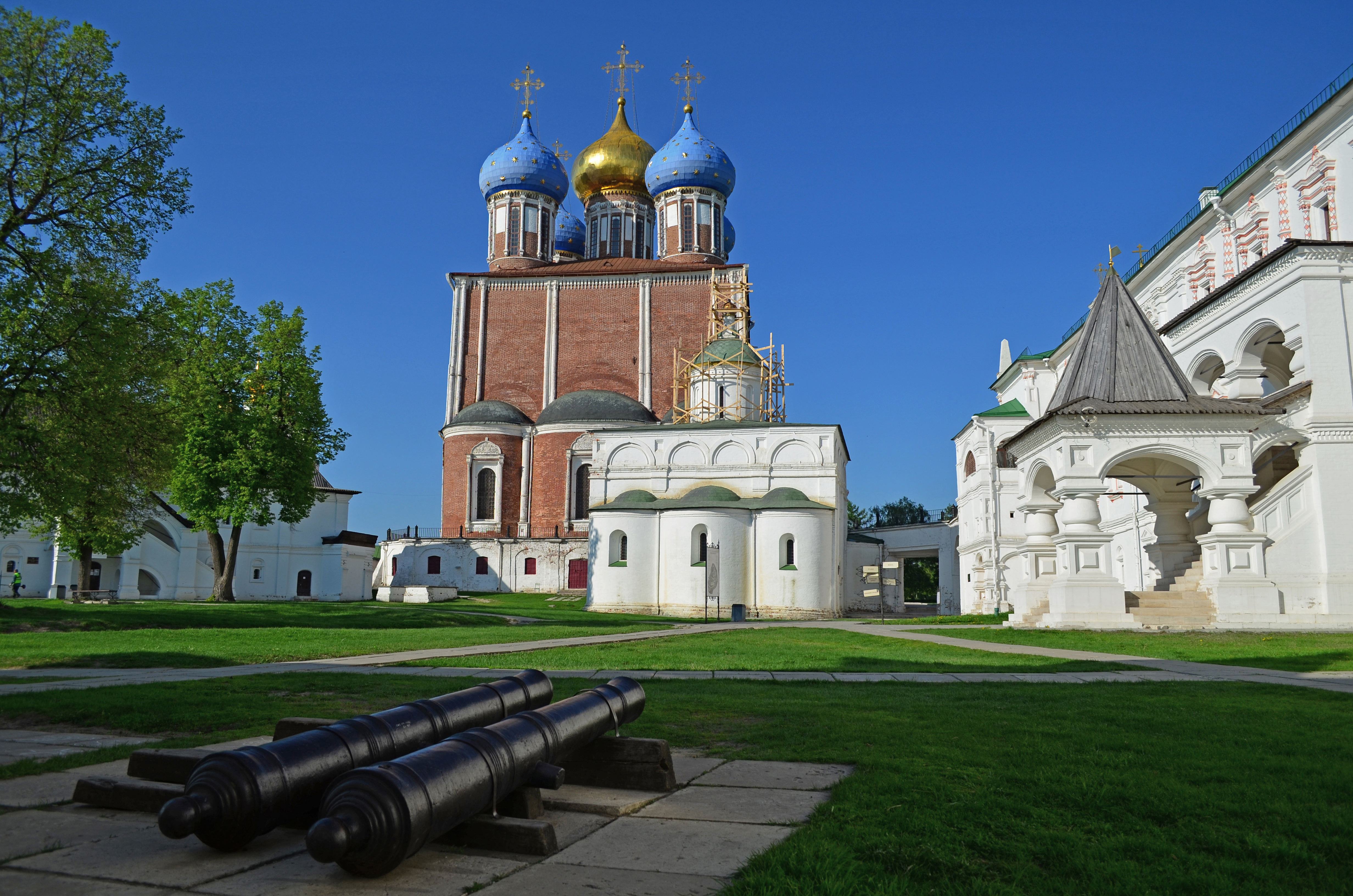
Архиерейский двор
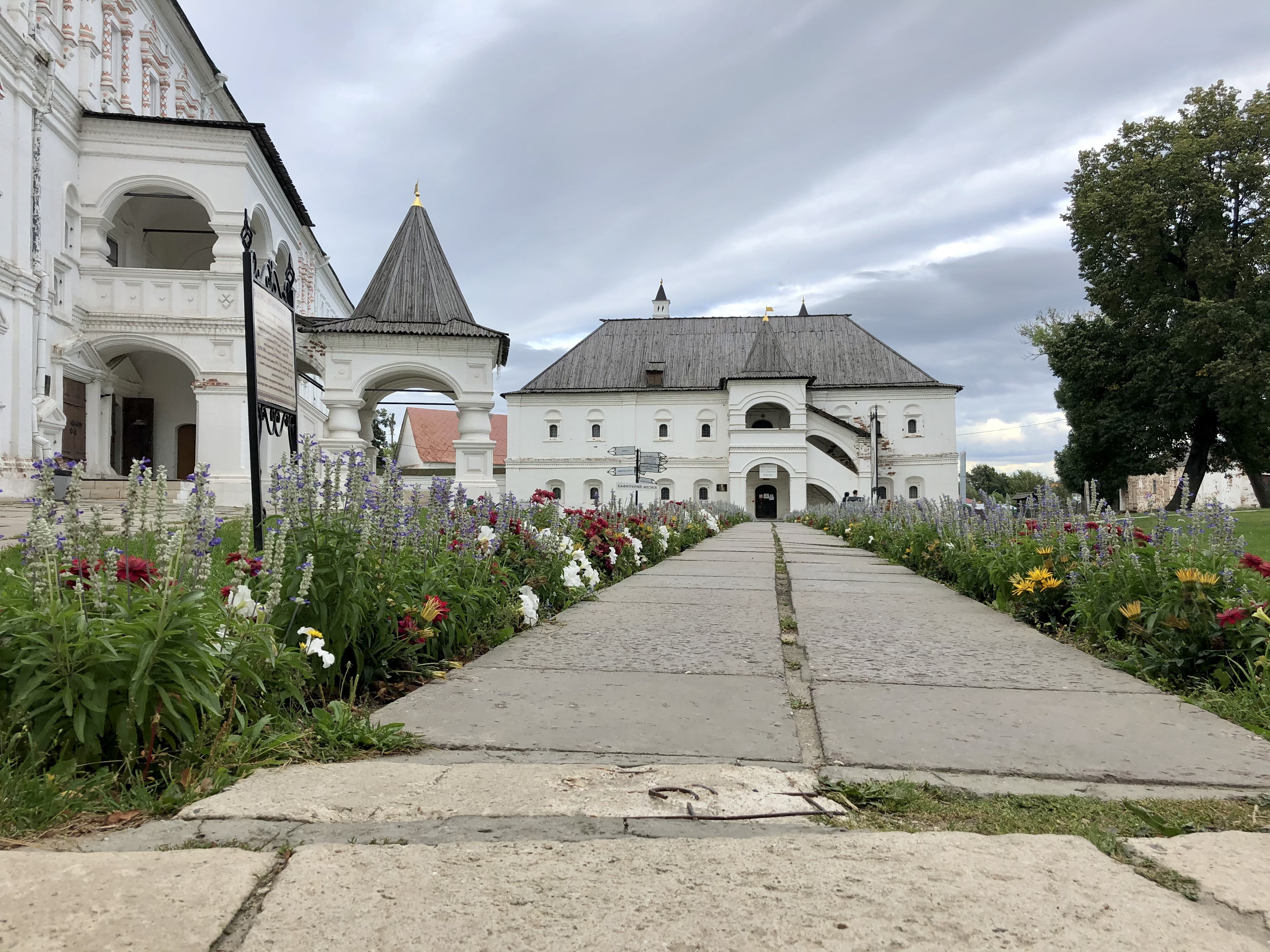
Певческий корпус
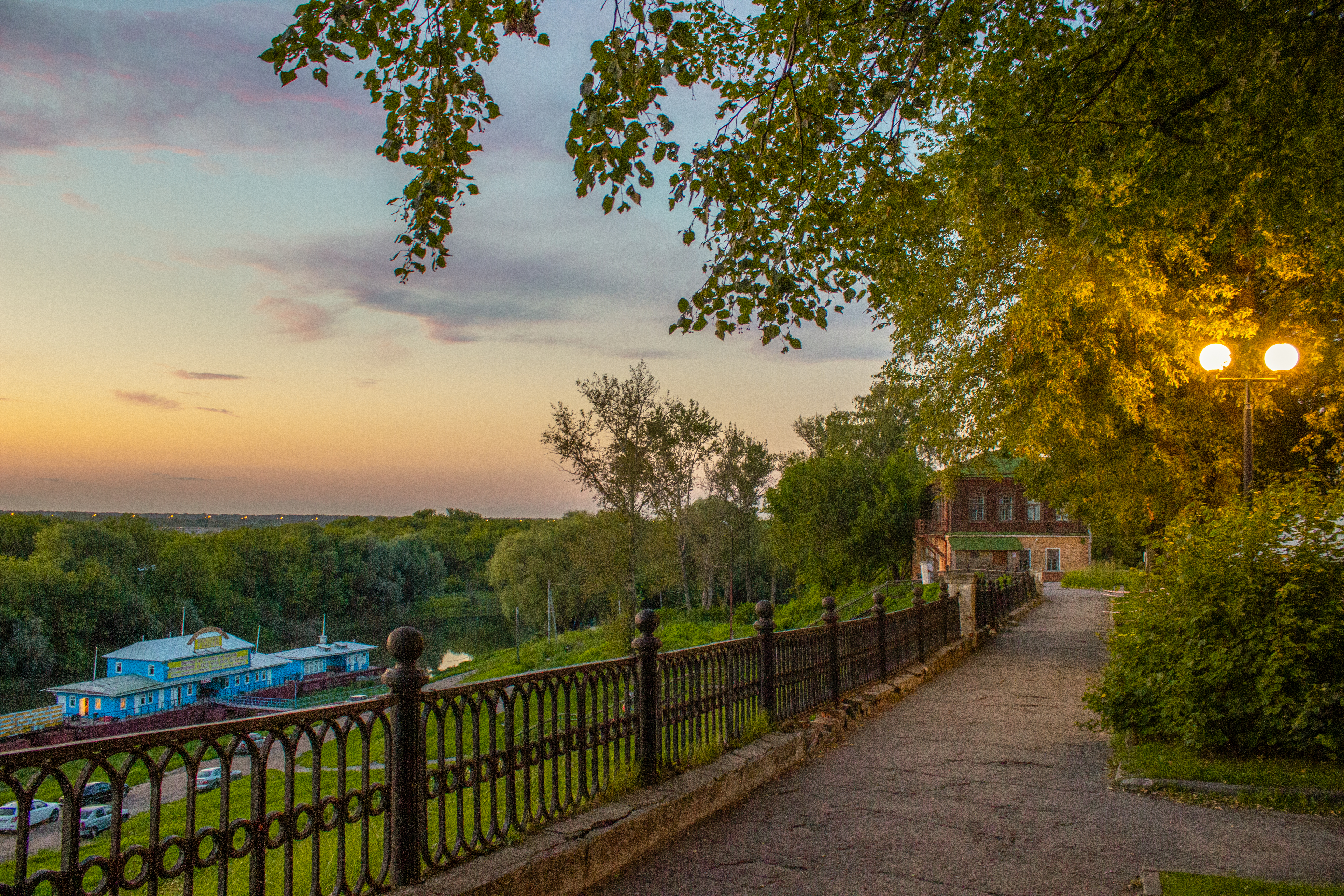
Трубежная набережная
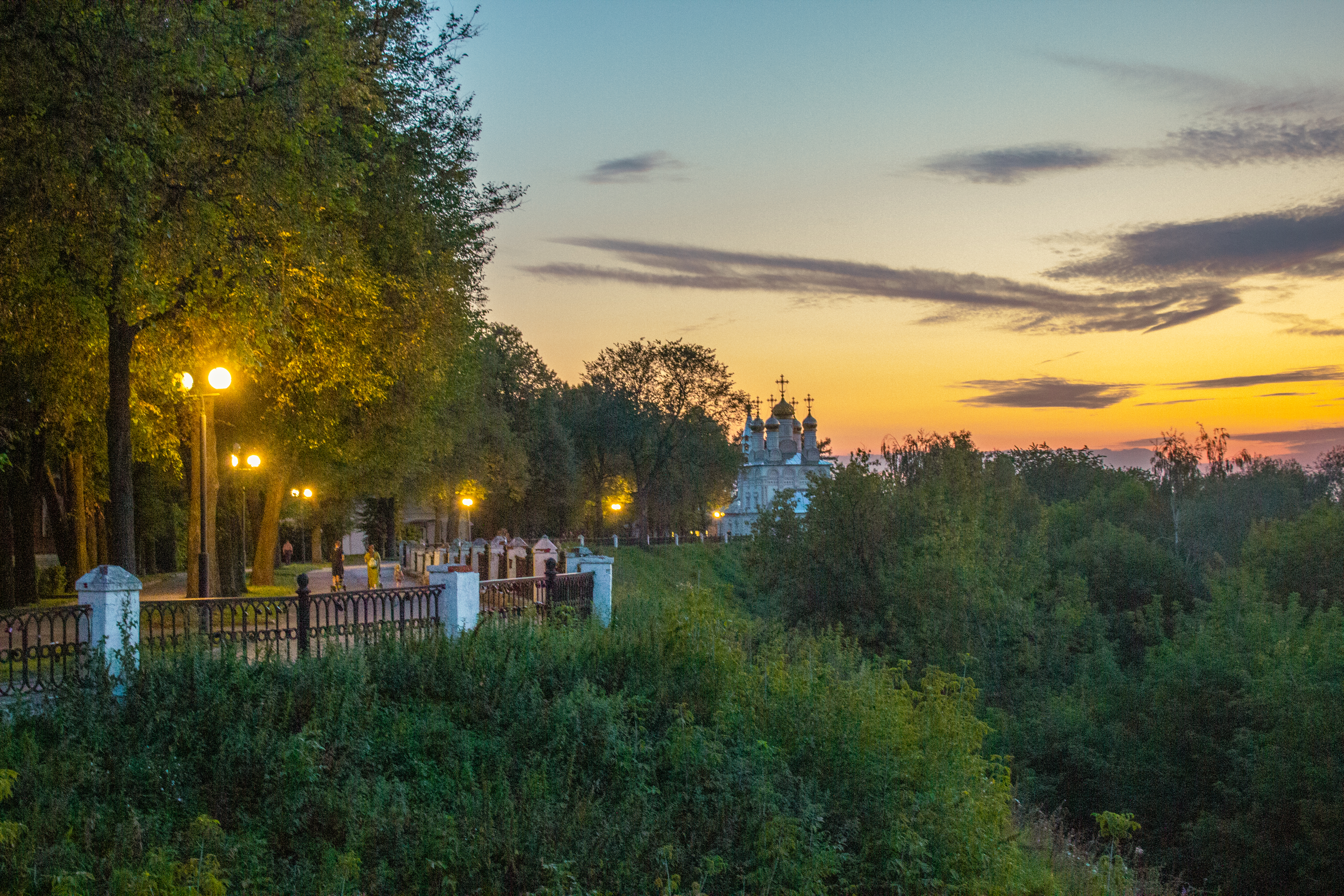
Вид на Спасский яр
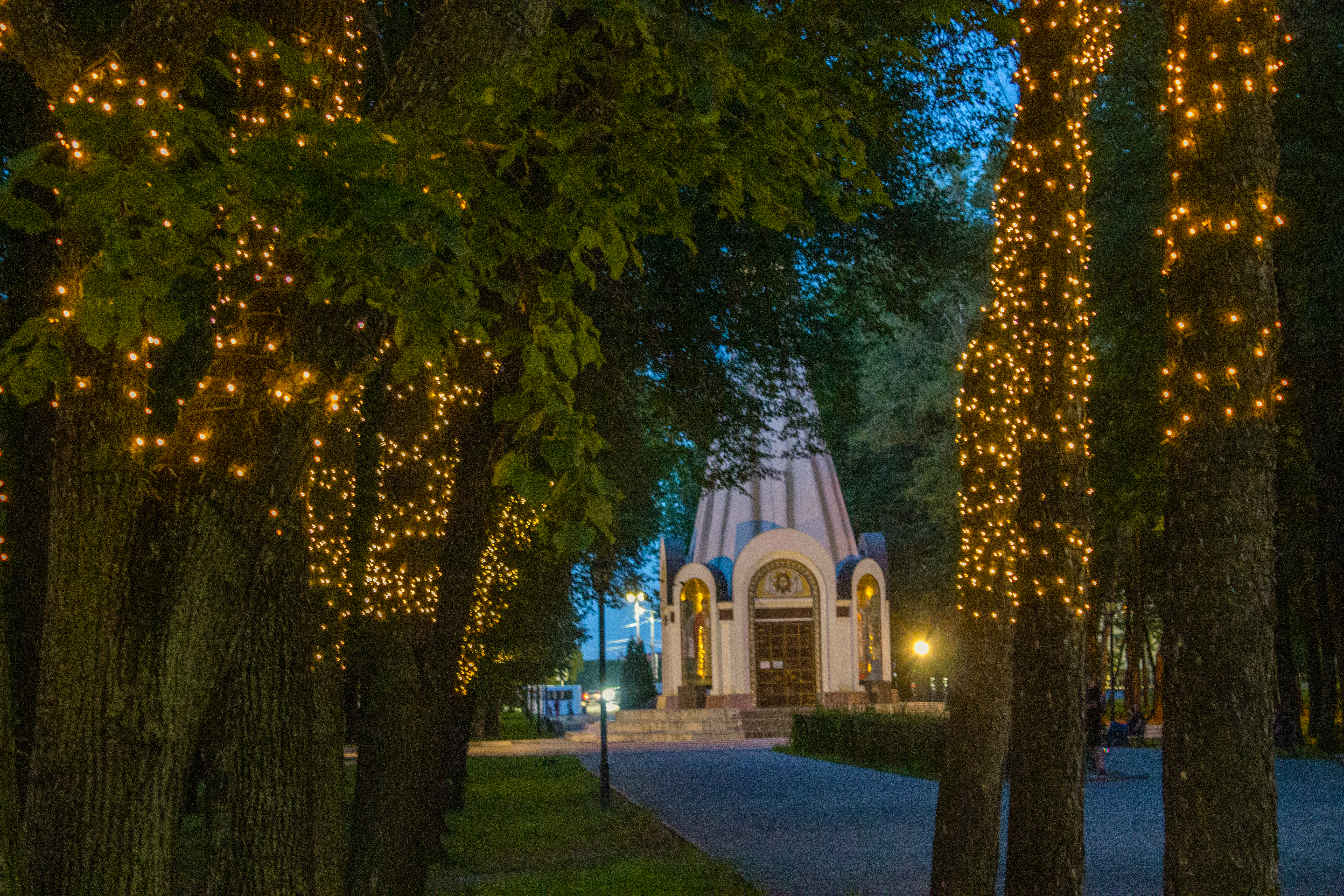
Часовня 900-летия Рязани

## Стены и укрепления

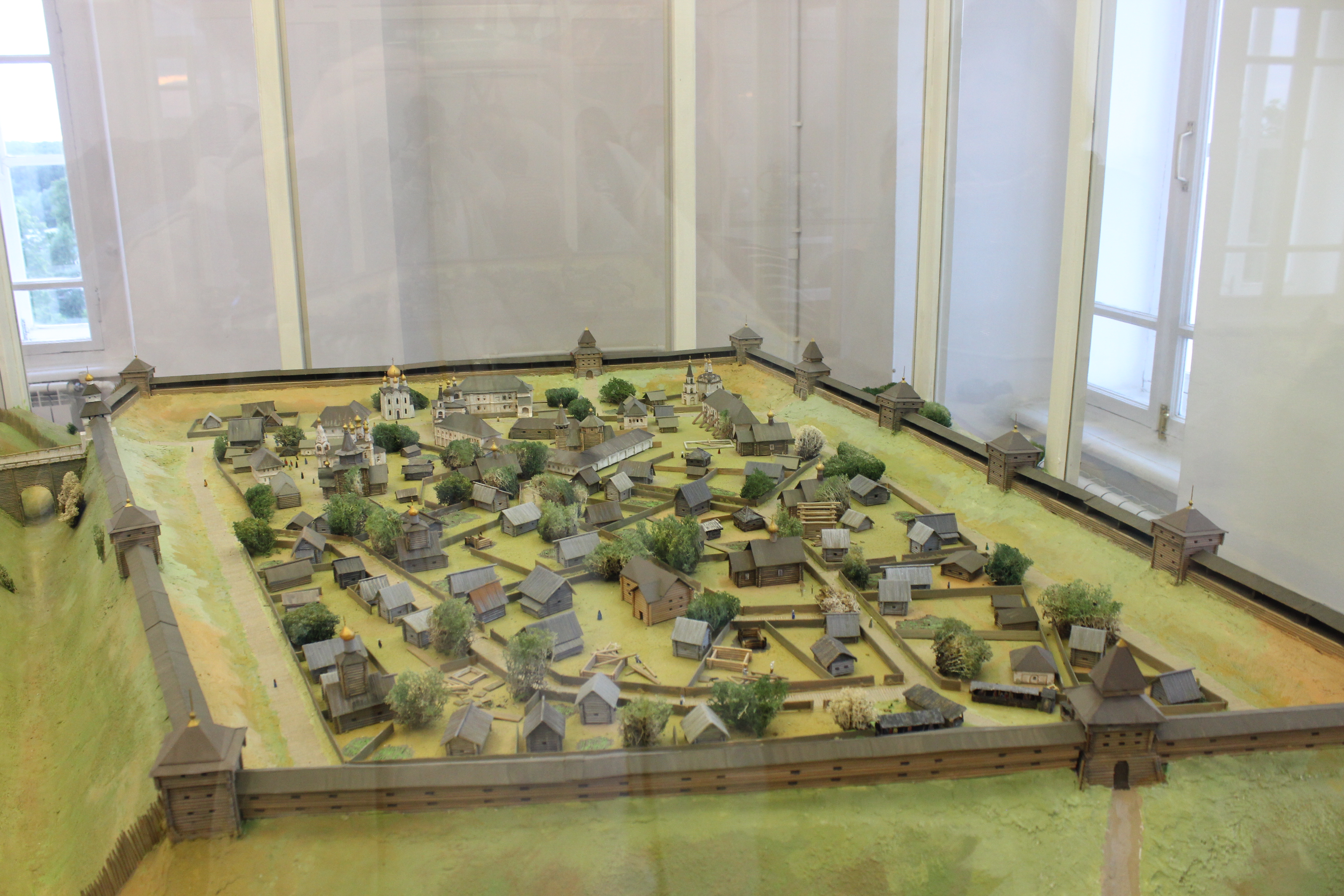
Макет Рязанского кремля в экспозиции музея-заповедника.

Первоначально, укрепления Переяславльского кремля состояли из одной крепости на холме. С ростом города, в южной его части был построен укреплённый городской Острог с собственными башнями и воротами. Вокруг Острога находилась третья линия укреплений — отсыпные валы и рвы, с вбитыми в землю дубовыми кольями.
Стены кремля были выстроены из дуба, однако их основание было белокаменным. В XV веке начинается каменное строительство: возводится Успенский собор и Глебовская башня. Именно от неё сохранился замок и ключ, на которой запирался средневековый город. Древесину для крепости добывали в окрестностях города. Высота стен составляла от 5,5 до 6,5 метров, а со дна рва до вершины — около 40 метров. Прясла между башнями завершались обломом — деревянным выступом с бойницами, крытым тёсаной кровлей. На внутренней стороне стен были мостки, к которым вели лестницы.
Вдоль стен располагалось 12 башен, имена некоторых из них не сохранились:
1. Глебовская каменная башня с воротами и часовней. Название вероятно получила из-за того, что смотрела на город Борисов-Глебов, расположенный рядом с Переяславлем. У подножья находился одноимённый мост, и начинался тракт в Коломну и Москву. Над воротами находилась часовня в честь Бориса и Глеба с вестовым колоколом, в который били при опасности. Вершину башни венчали зубцы с бойницами, в которых устанавливались пушки.
2. Спасская башня. Располагалась на юго-западном углу крепости, была круглой по сечению. Название получила из-за того, что смотрела на Спасский Яр — высокий мыс на противоположенном холме.
3. Тайницкая башня с воротами и подземным ходом-тайником для набора воды. Название получила от тайника, располагавшегося в ней. Вероятно, была частично каменной.
4. Духовская башня. Круглая по сечению башня, находившаяся в северо-западном углу крепости. Название так из-за расположенного рядом с Духовского монастыря.
5. Ипатьевская башня с воротами и мостом через Лыбедь. Отсюда начинался Владимирский тракт.
6. 6 северная башня. Название башни не сохранилось.
7. 7 северная башня. Название башни не сохранилось.
8. 8 северная башня. Название башни не сохранилось.
9. Всесвятская башня. Круглая угловая башня на северо-восточной части крепости. Смотрела на Всесвятскую горку.
10. Рязанская башня с воротами, часовней и мостом через Лыбедь. Здесь располагался городской Торг, начиналась Большая Рязанская дорога в Рязань, Пронск и Елец.
11. Введенская башня. Круглая угловая башня, находилась в юго-восточной части крепости. Смотрела на Введенскую церковь.
12. 12 башня на валу. Название башни не сохранилось. Располагалась почти по середине оборонительного вала.

Башни, расположенные по краям имели круглое сечение, остальные квадратные. В подвале Тайницкой башни был устроен подземный ход к Трубежу — тайник, который можно было использовать для эвакуации по реке или сбора питьевой воды. Остатки его сводов были запечатаны в начале XX века — их до сих пор можно разглядеть с кремлёвского холма. По внутреннему периметру стен проходила кольцевая улица, на которой имелись лестницы на укрепления.

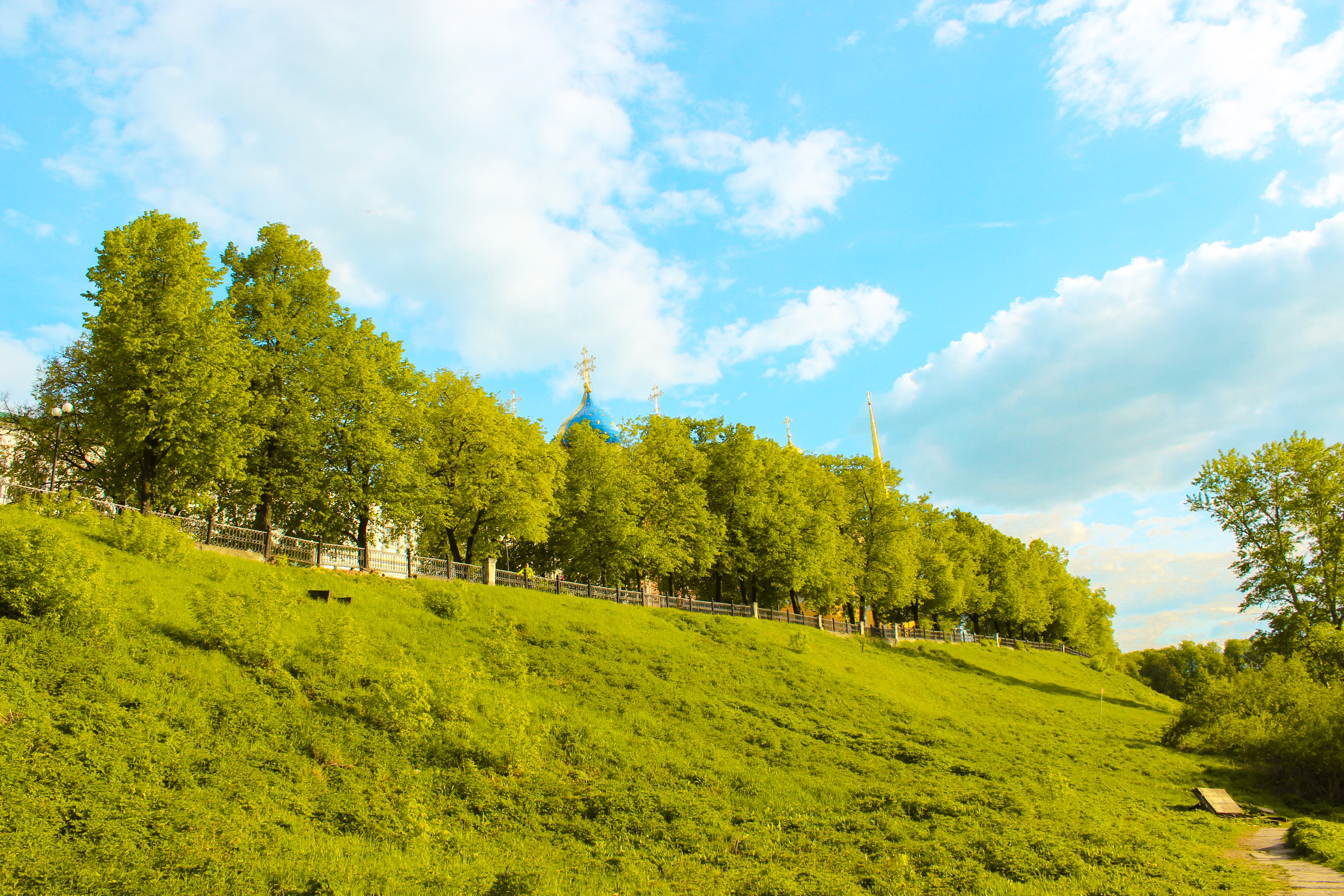
Вид кремлёвского холма с долины реки Трубеж.

Каменная Глебовская башня располагала пушечным арсеналом — именно с её бойниц воевода Хабар Симский поразил войска хана Мехмед-Герая, осадившего Переяславль в 1521 году. Симскому удалось захватить грамоту московского князя Василия III, в которой Русь обязывалась выплачивать Крымскому ханству дань. В память об этих событиях и существовании башни была создана чугунная доска, расположенная сегодня на фасаде Соборной колокольни, которая была построена на месте Глебовской башни. В последний раз деревянные укрепления кремля реконструировались в 1650—1651 годах под руководством Ефтифия Сытина и Прокопия Елизарова.
С расширением границ России, кремлёвские стены теряют своё оборонительное значение и начинают ветшать. В 1778 году Рязань получает первый генеральный план развития, при реализации которого стены и башни кремля были снесены. В концепции развития историко-архитектурного музея-заповедника существуют разработанные в 2016 году планы по частичному восстановлению деревянных укреплений и башен в северной части кремлёвского холма.

### Кремлёвский вал и ров

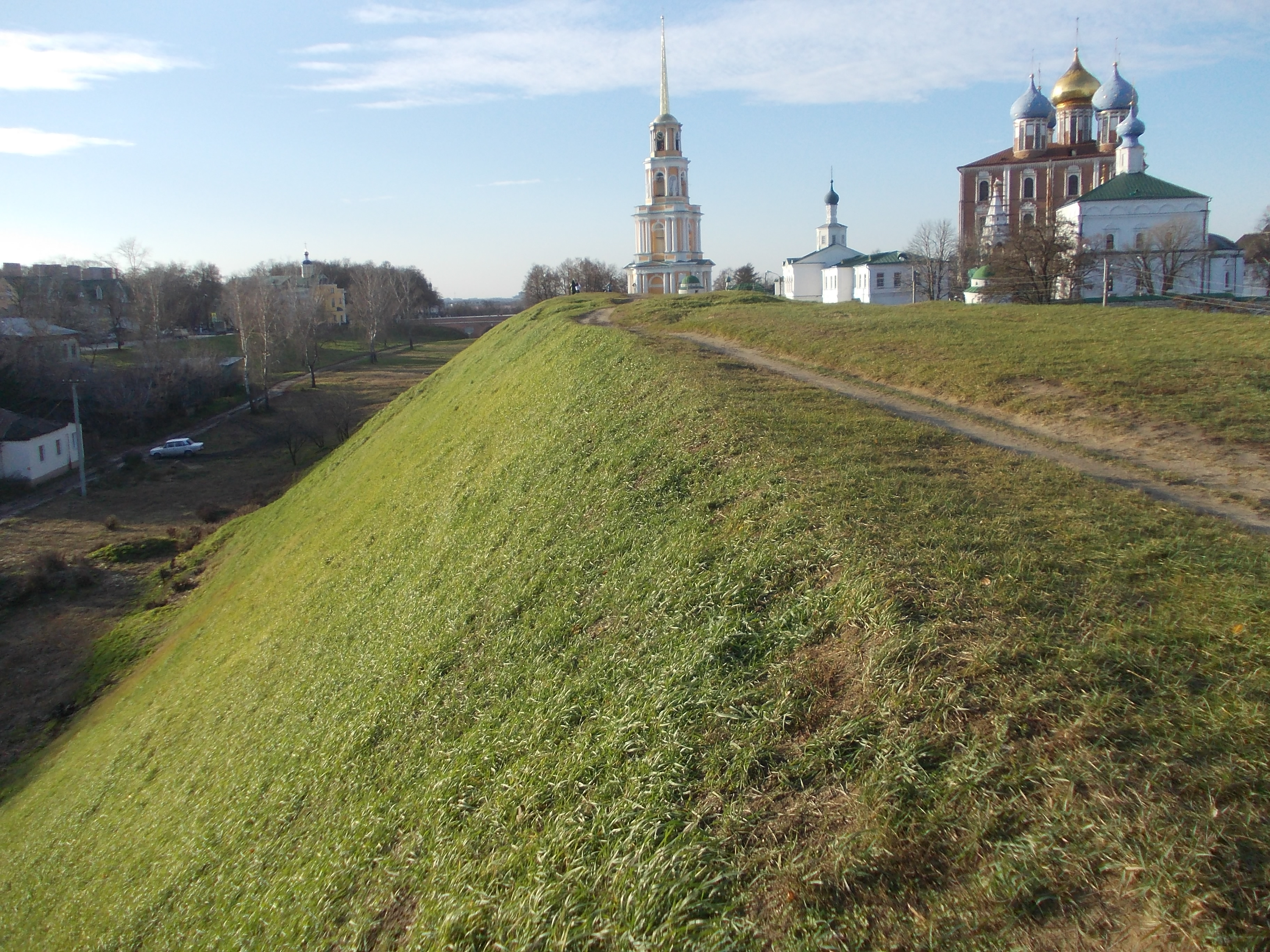
Успенский собор и колокольня с Кремлёвского вала.

Кремлёвский холм естественного происхождения, с трёх сторон его опоясывают две реки — Трубеж и Лыбедь. Оборонительный вал и ров был вырыт горожанами в XII веке. Первоначально территория крепости соединялась с остальной местностью в районе современной улицы Кремлёвский вал. Глубокий овраг начинался в конце современного вала, и спускался вниз, к Лыбеди. С ростом поселений в кремле потребовалось расширить границы крепости, однако в таком случае южная её часть оказалась-бы наименее защищённой. С целью увеличения оборонительной способности территорию кремля отрезали от остальной местности, вырыв оборонительный ров. Землю при этом сформировали в высокий отвесный грунтовый вал, на котором впоследствии возвели деревянные крепостные стены с башнями.
Территория отсыпного вала в действительности намного больше территории современного объекта — вал тогда был отсыпан по всему периметру кремля, увеличивая таким образом высоту крепостных стен. Со временем, когда стены разобрали, отсыпку за ненадобностью срыли. В XVII веке в валу был проделан проезд для возможности передвижения карет и обозов внутрь кремлёвской территории. Этим заездом пользуются до сих пор. В XIX веке вал срезали на 1,5-2 метра, чтобы он не закрывал жителям вид на кремлёвские храмы. В XIX—XX веках вал разрушался как от воздействия дождей и снегов, так и жителями города, бравшими здесь глину для хозяйственных нужд.
Во время Великой Отечественной войны на валу находился пункт военно-воздушной обороны города. На вершине располагались зенитные орудия, у подножья — артиллерийская батарея и школа, а на Соборной колокольне — наблюдательная площадка. Современная протяжённость вала: 290 метров, современная высота: 18 метров от внешнего дна и 8 метров со стороны Верхнеильинской улицы у кремля. Улица Кремлёвский вал названа в честь этого оборонительного сооружения.

### Стены архиерейского двора
Стены, окружавшие территорию архиерейского двора были последовательно возведены в XV—XVII веках, и по мере роста территории подвергались многочисленным перестройкам. В стенах были сделаны пять ворот. Сохранились только двое из них — северные и юго-западные. Их арки сегодня можно увидеть рядом с Архангельским собором и Певческим корпусом. Северо- и юго-восточные ворота были разобраны в XIX веке. Остатки первых располагаются у небольшого одноэтажного здания рядом с Певческим корпусом, фундамент вторых находится между Архангельским собором и Консисторским корпусом. Рядом с юго-восточными воротами располагалась караульная палата — так как это были основные ворота, в которые входили горожане на приём к епархиальную консисторию.
Северо-восточные ворота, расположенные за архиерейскими палатами были построены вероятно в XVII—XVIII веке, вместе со строительством Житийного двора, на котором располагается гостиница Черни, которая служила в то время амбаром для хранения зерна.

### Стены Спасского монастыря
Кирпичные стены, окружающие Спасский монастырь были возведены в XVIII веке. По трём углам были расположены круглые башни с небольшими помещениями внутри. Сохранились только две из них, а в северной части монастыря — фундаменты третьей. В стенах сооружены двое ворот — парадные и южные. У парадных ворот находятся сторожки и служебные здания XVII—XIX веков. С южной стороны сегодня часть стены разобрана для въезда на внутреннюю территорию кремля. Часть восточной стены монастыря была восстановлена в середине XX века, в её подвальных помещениях в настоящее время функционирует общественный туалет.

## Архитектура

### Соборы и церкви

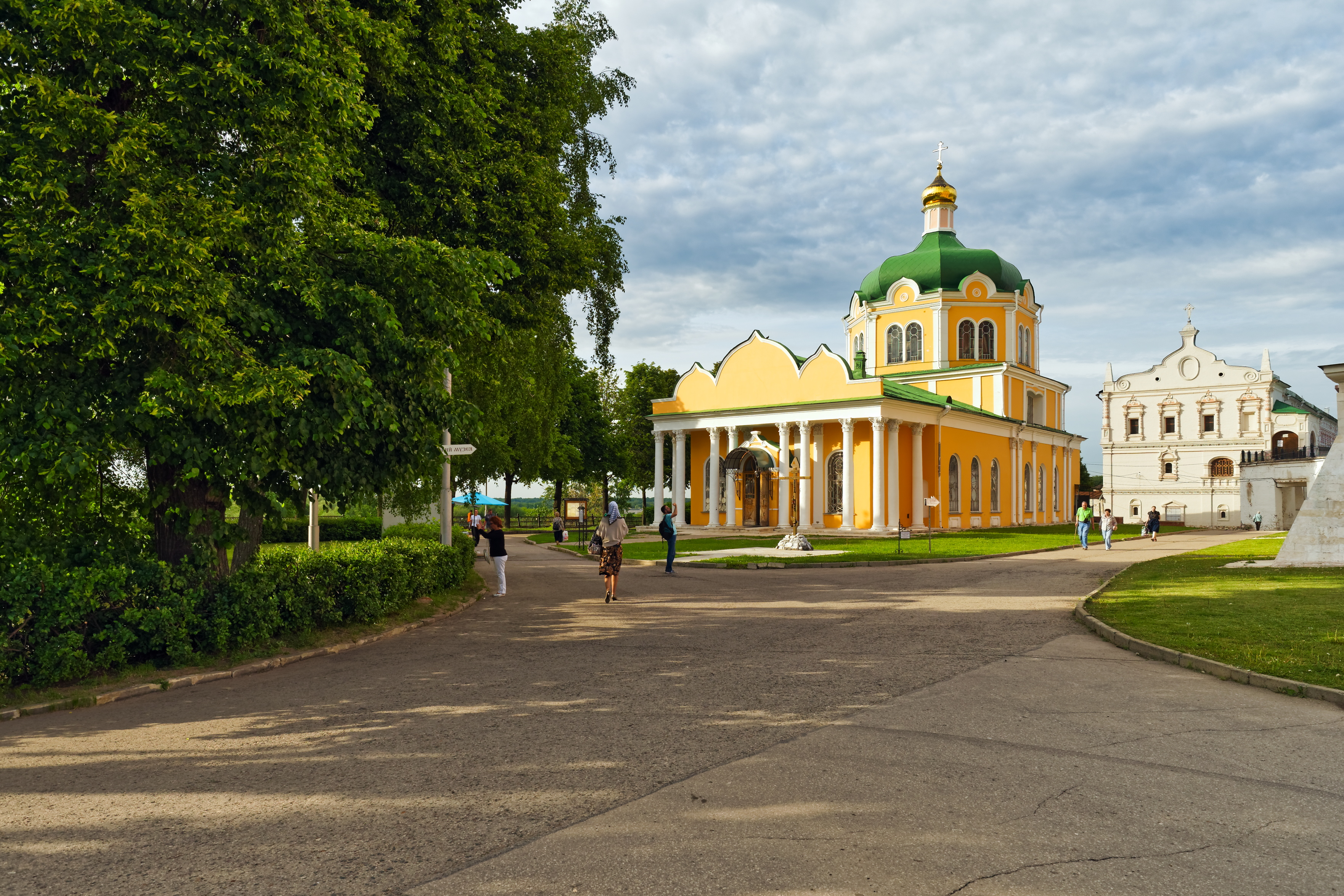
Христорождественский собор
Древнейшей постройкой на территории кремля и всей Рязанской области, которая дошла до наших дней является современный Христорождественский собор. Он был заложен в XV веке Фёдором Олеговичем — сыном великого князя Олега Рязанского. Первоначально белокаменный четырёхстолпный одноглавый крестовокупольный кафедральный Успенский собор пережил несколько реконструкций и дошёл до наших дней в стиле архитектуры конца XIX века с навершениями в русско-византийских формах. При строительстве рядом огромного нового собора, был освящён как Христорождественский. Собор являлся усыпальницей рязанских князей и княгинь. В начале XX века сюда были перенесены мощи Василия Рязанского. В нижней части апсид можно увидеть освобождённую от штукатурки каменную кладку оригинального собора.
Архангельский собор
Другой собор XV века — Архангельский, служил княжеской домовой церковью и усыпальницей рязанских епископов. Доступа горожане сюда не имели. О его древности можно судить по глубоко ушедшему в землю цоколю, повторяющиму рисунок верхней части старого Успенского собора. Здание также пережило множество пожаров и перестроек. В XVI веке у собора была возведена колокольня, которая горела и перестраивалась три раза. Последнюю колокольню возвёл архитектор Ю. К. Ершов, которую разобрали в первой четверти XIX века. Современная пристройка, которая вела из покоев Архиерейского дома к Успенскому собору была построена в XVIII веке, сильно исказив оригинальный облик собора.
Успенский собор

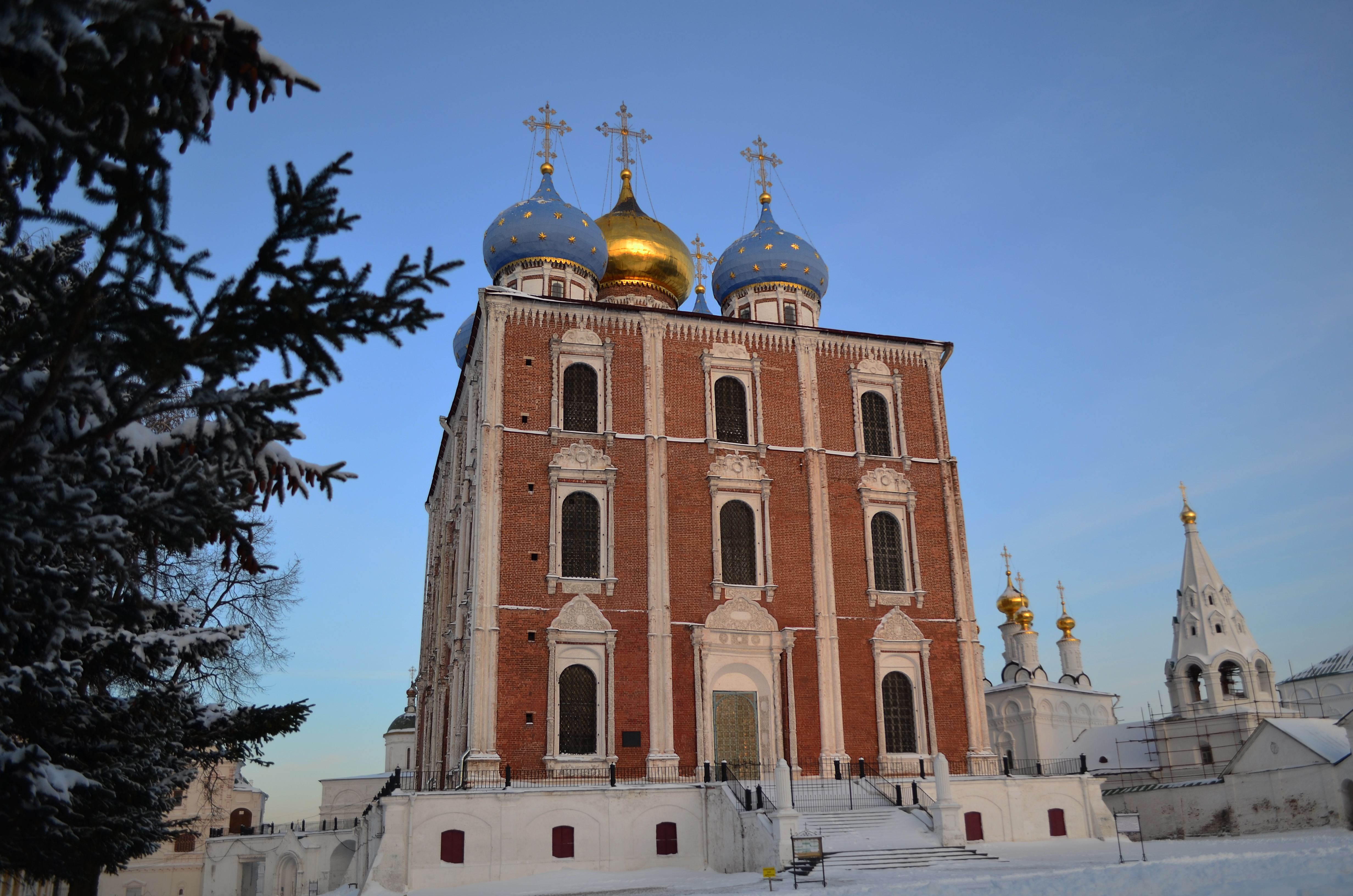
Успенский собор.

К XVII веку небольшой древний Успенский собор перестал вмещать в себя прихожан — возникла необходимость в постройке нового. Место для нового здания было выбрано на располагавшейся рядом большой площади. Ранее здесь находилось небольшое болото, которое к XV веку осушили и на этом месте построили «зелейные» палаты — арсенал для хранения пороха и пушек. Остатки палат до сих пор сохранились между Успенским и Христорождественским соборами. Строительство началось в 1684 году «подмастерьями» Шарыпиным, Калининым и Сусаниным. Однако уже в 1687 году митрополит отказался от их услуг и пригласил московских мастеров, вероятнее всего под руководством Осипа Старцева. В 1692 году собор, построенных почти до самого верха обрушился, уничтожив под собой надвратную церковь Спасского монастыря в честь Валаама Хатынского XVII века постройки.
В 1693 году был объявлен новый конкурс на постройку, который выиграл архитектор Яков Бухвостов. Задуманный им собор был на тот момент самым высоким. Шестистолпный с круглыми столбами, пятью главами, тремя арками, огромными окнами — собор господствует над территорией, организуя прилегающее архитектурное пространство. Со времени своей постройки и до наших дней его облик — самое узнаваемое здание Рязани, ставшее символом города. Считается, что русская каменная резьба здесь достигла своего наивысшего искусства. Первоначальный облик массивного куба собора ещё более усиливался за счёт открытых подклетов, которые стояли на узких резных каменных опорах — из-за этого казалось, что собор парит над землёй. Оригинальное гульбище было перестроено в XIX веке, подклеты заложили кирпичом. В 1950-х годах были проведены реставрационные работы с привлечением специалистов метростроя, которые помогли укрепить фундаменты и стены здания.
Соборная колокольня
После постройки нового Успенского собора потребовалась соответствующая его статусу и высоте колокольня. В средние века на месте колокольни располагалась Глебовская каменная башня, а также площадь, на которой находился сыскной приказ, тюремный двор и пороховые палаты. К строительству нового Успенского собора все эти здания были снесены.
Строительство грандиозной по высоте колокольни (83,2 метра) началось в 1789 году и продлилось почти полвека, до 1840 года. Строительство начал архитектор-самоучка С. А. Воротилов, заложивший фундамент здания с учётом нового генерального плана города, полученного в 1778 году. Однако проект здания был заблокирован, как не соответствующий вкусам нового времени. Автор второго проекта неизвестен — по нему был сооружён первый ярус здания, выполненный в духе классицизма. В 1816 году был построен второй классический ярус по проекту И. Ф. Русско. В 1830-х годах К. А. Тон сделал проект третьего яруса, который должен был стать завершающим. Однако губернский архитектор Н. И. Воронихин сумел убедить архиепископа в необходимости постройки четвёртого яруса, так как колокольня из трёх была бы очень низкой и несообразной величественному образу Успенского собора. Воронихин создал проект четвёртого яруса, который был выполнен из металла, чтобы снизить нагрузку на фундамент здания, итак стоящего на самом краю холма. Кроме того, проект предусматривал сооружение грандиозного 25-метрового позолоченного шпиля, завершавшего архитектурный облик здания. Сразу после постройки, вокруг колокольни была благоустроена территория, послужившая началом для развития современного Соборного парка. Известным городским меценатом и предпринимателем Г. В. Рюминым были пожалованы средства для установки на четвёртом ярусе городских курантов. Соборная колокольня стала одной из самых высоких колоколен России, сохраняя этот статус по сей день. Её облик, равно как и облик Успенского собора стали наиболее узнаваемыми городскими символами.

Богоявленская церковь
Современное здание церкви возведено в 1647 году на территории Спасского монастыря. Однако новое здание было построено на фундаменте более древнего сооружения, датировка которого не выявлена. Небольшое основание церкви завершается изящным пятиглавием. К зданию пристроены трапезная и небольшая шатровая колокольня. У юго-западного угла обнаруживаются следы неизвестного каменного перехода.

Спасо-Преображенский собор
Расположен в центре территории Спасского монастыря. Был построен в 1702 году. Представляет собой одноглавый бесстолпный храм. Украшение собора — пояс полихромных керамических изразцов. Ранее вокруг собора было расположено утраченное до сегодняшних дней гульбище.

Иоанно-Предтеченская церковь
Домовая церковь рязанских архиепископов и митрополитов. Расположена в западном крыле Архиерейских палат, на третьем этаже здания. К церкви ведёт отдельное крыльцо со входом.

Церковь Святого Духа
Единственное здание, сохранившееся от Духовского монастыря, основанного в XV веке. Церковь построена на месте более древнего здания в 1642 году мастером «соли галицкой» В. Х. Зубовым. Об этом свидетельствует каменная табличка, помещённая над западным порталом. Особенность здания, характерная для архитектуры всего рязанского края того времени — наличие двух апсид и двух шатров. Трапезная XVII века не сохранилась, до нас дошли постройки уже XVIII века
Церковь Иоанна Богослова
Расположена в здании гостиницы Знати. Была открыта вместе с реконструкцией здания в начале XX века, когда два корпусы были соединены в один.

Борисоглебская церковь
Надвратная церковь Глебовских ворот Рязанского кремля. Располагалась в помещении на втором этаже здания. До наших дней не сохранилась.

Николаевская церковь
Древняя средневековая церковь, находившаяся в центре северо-западной части современного кремлёвского холма. В Следованой псалтыри, содержащей в себе указание о дате основания города это здание приведено как ориентир места, в котором в 1095 году был основан Переяславль-Рязанский. До наших дней не сохранилась.

Козьмодемьянская церковь
Располагалась неподалёку от Казанского монастыря. Не сохранилась.

### Гражданские постройки
Дворец Олега

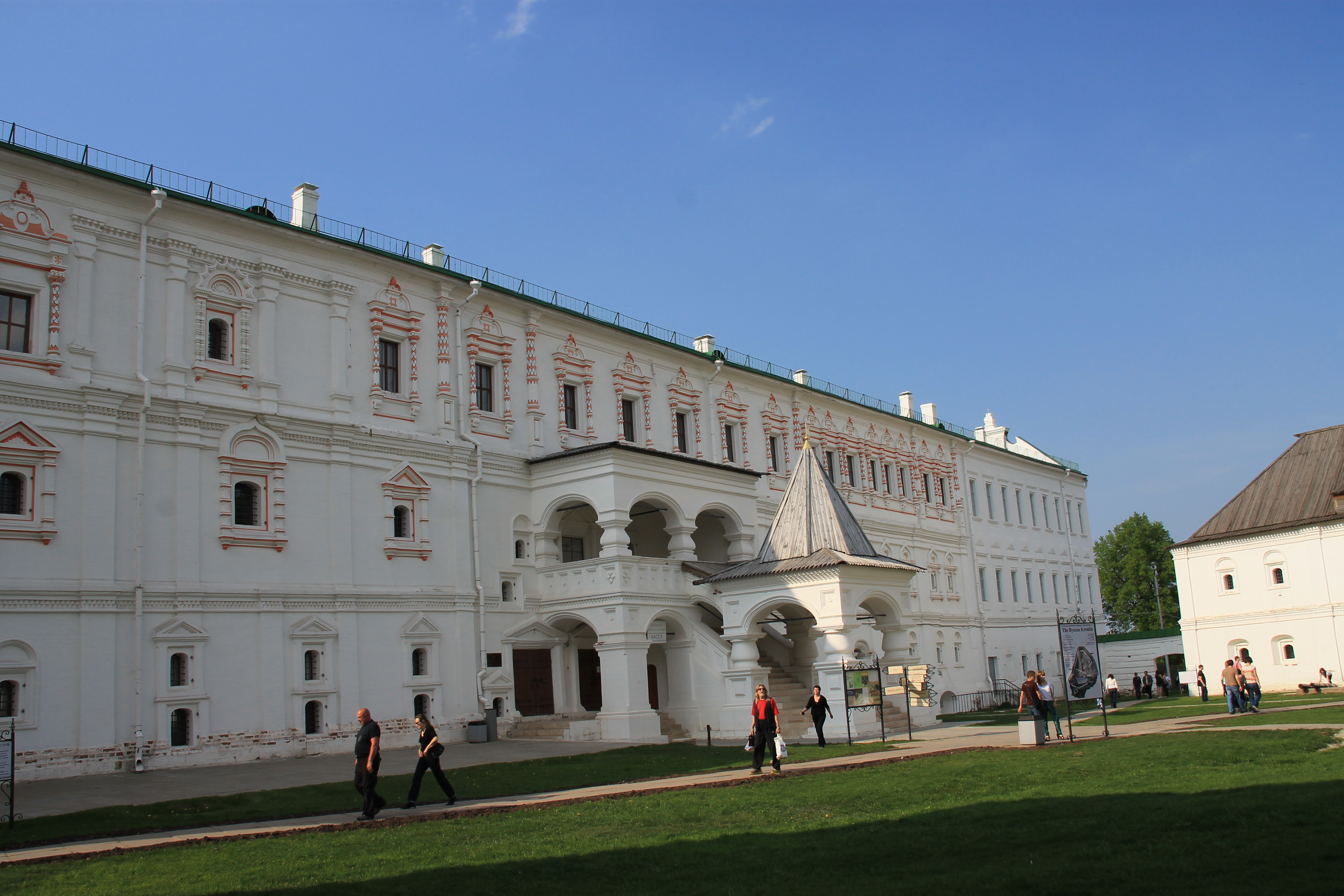
Дворец Олега.

В XVI веке на территорию кремля из города Борисов-Глебов переезжает резиденция рязанских епископов. Появляется необходимость в постройке ряда сооружений для её функционирования. Первые архиерейские палаты, построенные для архиепископа Ионы до наших дней не сохранились. Их остатки были найдены в 1961 году, при раскопках посреди современного архиерейского двора.
В 1653—1655 году после пожара архиепископ Мисаил начал сооружение новых палат. Их архитектуру можно проследить сегодня в 1-2 этаже южной части современного здания. Тогда-же было сооружено парадное резное крыльцо на второй этаж. Сам архиепископ проживал на втором этаже, слуги — на первом. В южной части здания на третьем этаже была сооружена домовая церковь Иоанна Предтечи. В подвальных помещениях находилась приёмная для горожан. В 1692 году на здании был сооружён третий богато декорированный этаж. В 1778—1780 году пристроена восточная часть в классическом стиле, которая также подверглась перестройке в XIX веке.. Своё современное название получил из-за находившегося на южном фронтоне изображения великого князя Олега Рязанского, княжеский двор которого располагался на месте современного здания палат.
Консисторский корпус

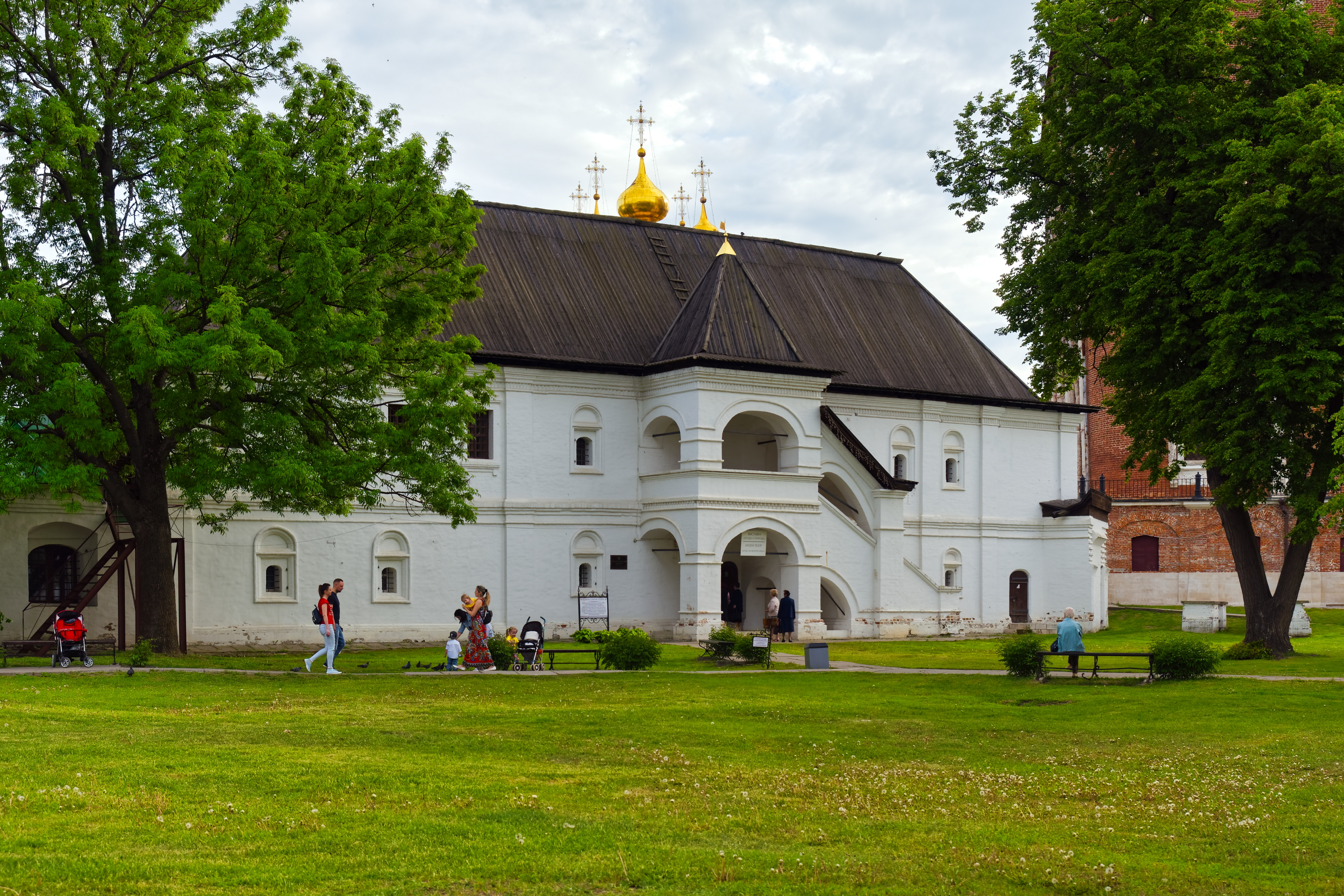
Консисторский корпус.

Построен вероятно, в одно время с Певческим корпусом на месте ссудной избы и колодничей. Предназначался для духовной канцелярии — «консистории», управлявшей делами рязанской епархии. Архитектором Певческого и Консисторского корпусов являлся вероятно, Ю. К. Ершов. При строительстве зданий он хотел увязать новые корпуса с древними белокаменными Архангельским и Успенскими соборами..
Певческий корпус
Построен в 1658 в качестве палат для проживания епархиального эконома. Своё название получил из-за сходок певчих, проводившихся в этом здании. В XIX веке подвергся тотальной перестройке, в которой дошёл до первой масштабной реставрации кремля, проводившейся в середине XX века. Усилиями архитекторов-реставраторов удалось восстановить первоначальный облик здания.
Хозяйственный корпус
В XVII веке к Консисторскому корпусу было пристроено хозяйственное здание, включающее в себя сараи «для разной поклажи», кузню и бончарную..
Конюшни и каретная
Построены Н. Устиновым, одним из сподвижников архитектора Якова Бухвостова. Каретный сарай не сохранился — он располагался в том месте, где сейчас пустая территория между зданием конюшен и небольшим одноэтажным хозяйственным зданием рядом. Последнее было выстроено в XIX веке архитектором С. А. Щетинкиным в качестве продолжения каретного сарая и конюшен, однако впоследствии было серьёзно перестроено. Наружные стены здания были глухими, и выполняли функции оградительной стены.
Гостиница Черни

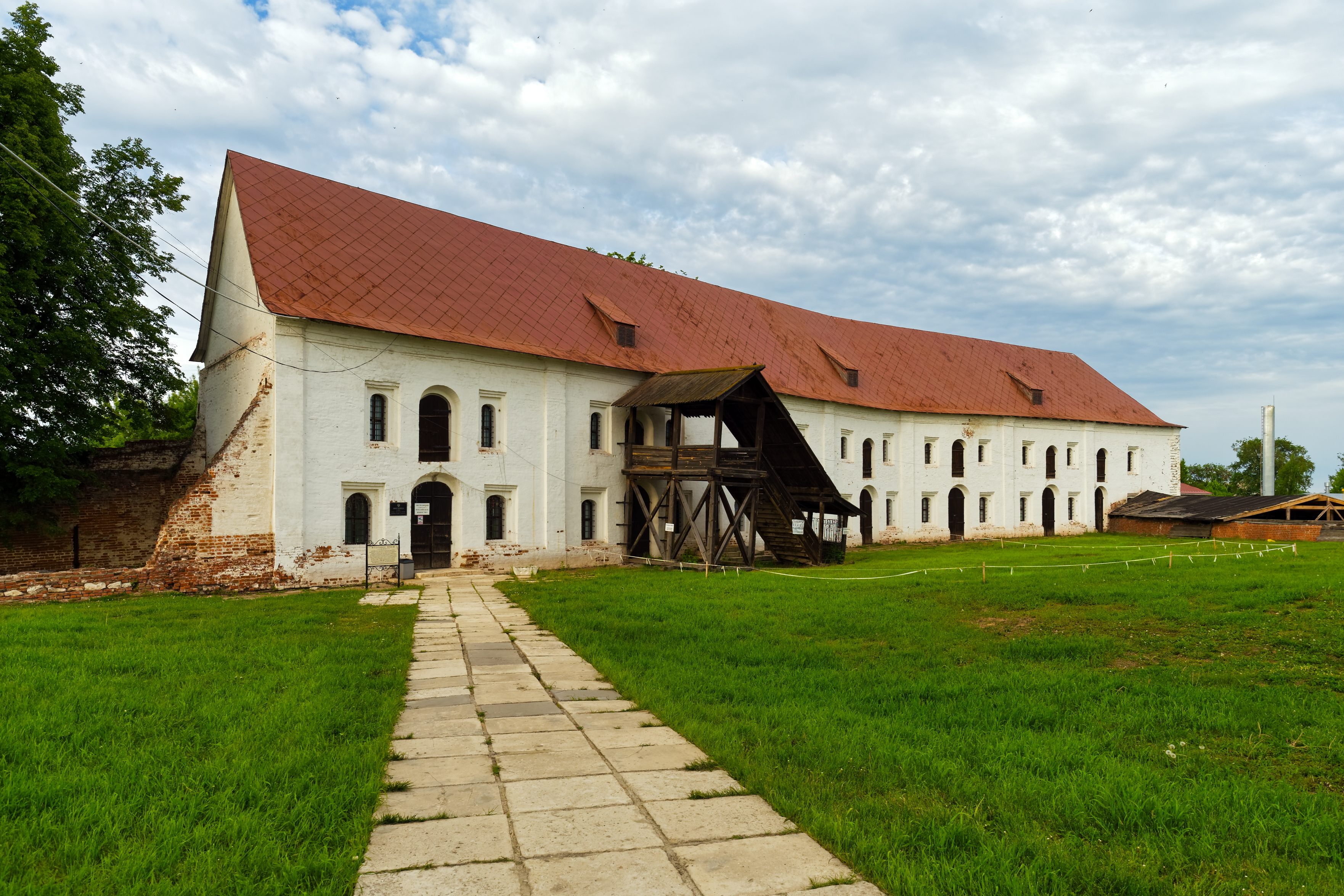
Гостиница Черни.

В XVI веке рядом с территорией архиерейского двора начинается строительство Житийного двора — место хранения продовольственных припасов. Основное здание двора — амбары для содержания зерна построены в XVII веке. Здание содержит 14 почти одинаковых изолированных помещений, по 7 помещений на первом и втором этаже. Каждая секция имеет дверной проём и по два окна сбоку. К каждой двери второго этажа вело собственное деревянное крыльцо. К 1995 году одно из них было восстановлено.
Здание амбара расположено на месте более древнего сооружения, назначение которого не выявлено. С запада к хранилищу примыкало ещё одно крыло, состоящее их четырёх помещений, которое было разобрано при реконструкции XVII века. Остатки его кладки можно видеть до сих пор. После реконструкции конца XVIII века здание было приспособлено под гостиницу — отсюда современное название..
Солодёжня
К зданию амбаров примыкало помещение для хранения и проращивания солода, варки пива и изготовления кваса. В XVIII веке его за ненадобностью разобрали, до нашего времени сохранились только остатки фундамента. Музей-заповедник планирует восстановление солодёжни.
Гостиница Знати

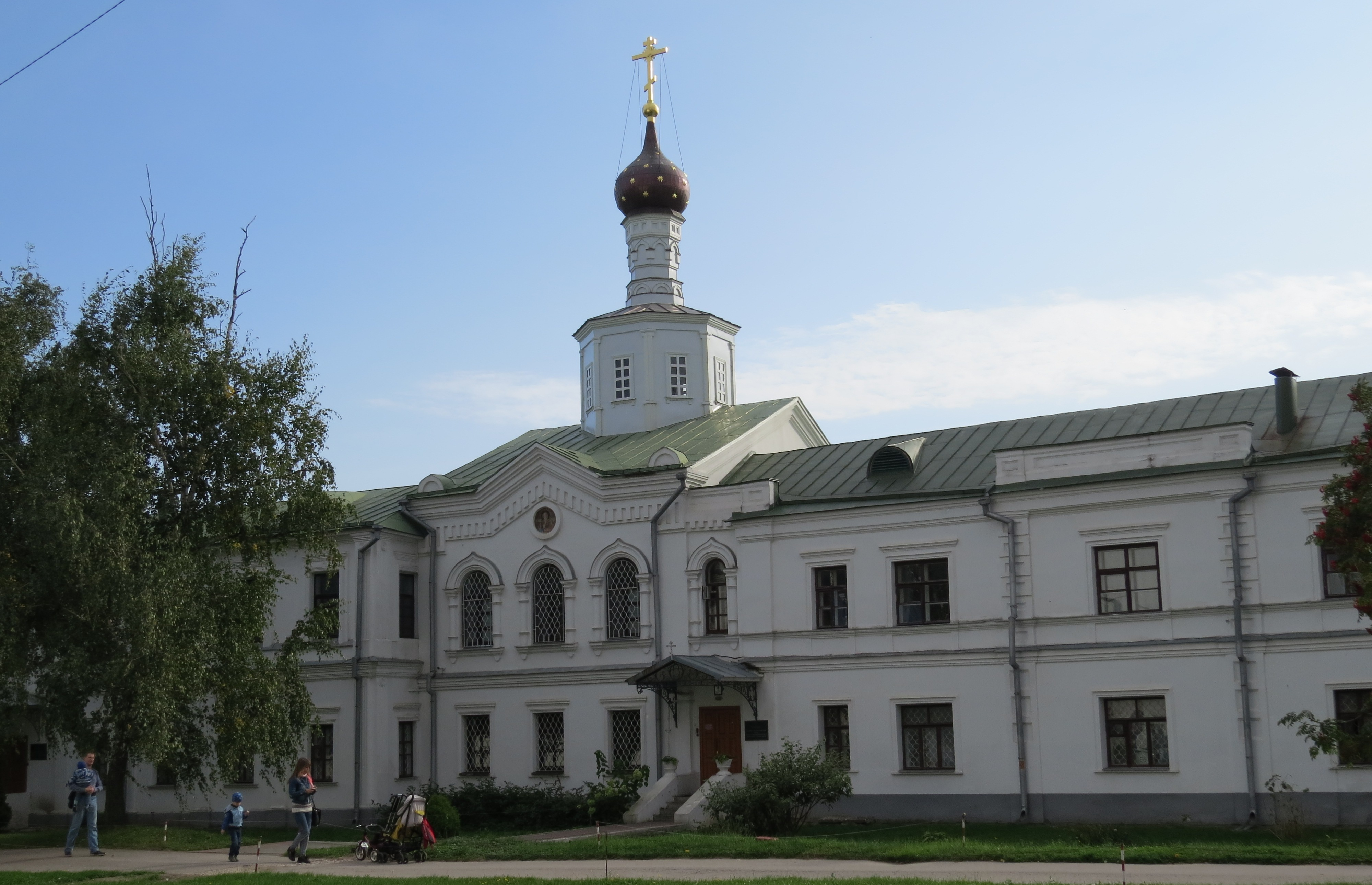
Гостиница Знати.

Первоначально, это были одноэтажные кельи монахов Спасского монастыря, построенные в XVII веке. Затем каждое здание были надстроены вторым этажом, которые в свою очередь были перестроены в середине XIX века. К началу XX века здание было объединено в одно, в его центре была создана Иоанно-Богословская церковью.
После революции помещения были переданы под жилые квартиры, в одной из которых жил с родителями будущий писатель Константин Симонов. Затем здесь располагались экспозиции художественного музея. После его переезда в городскую усадьбу Г. В. Рюмина, квартиры вновь стали жилыми. В 1990-х годах гостиница Знати была передана Рязанской епархии, которая открыла здесь духовную семинарию.
Дом причта

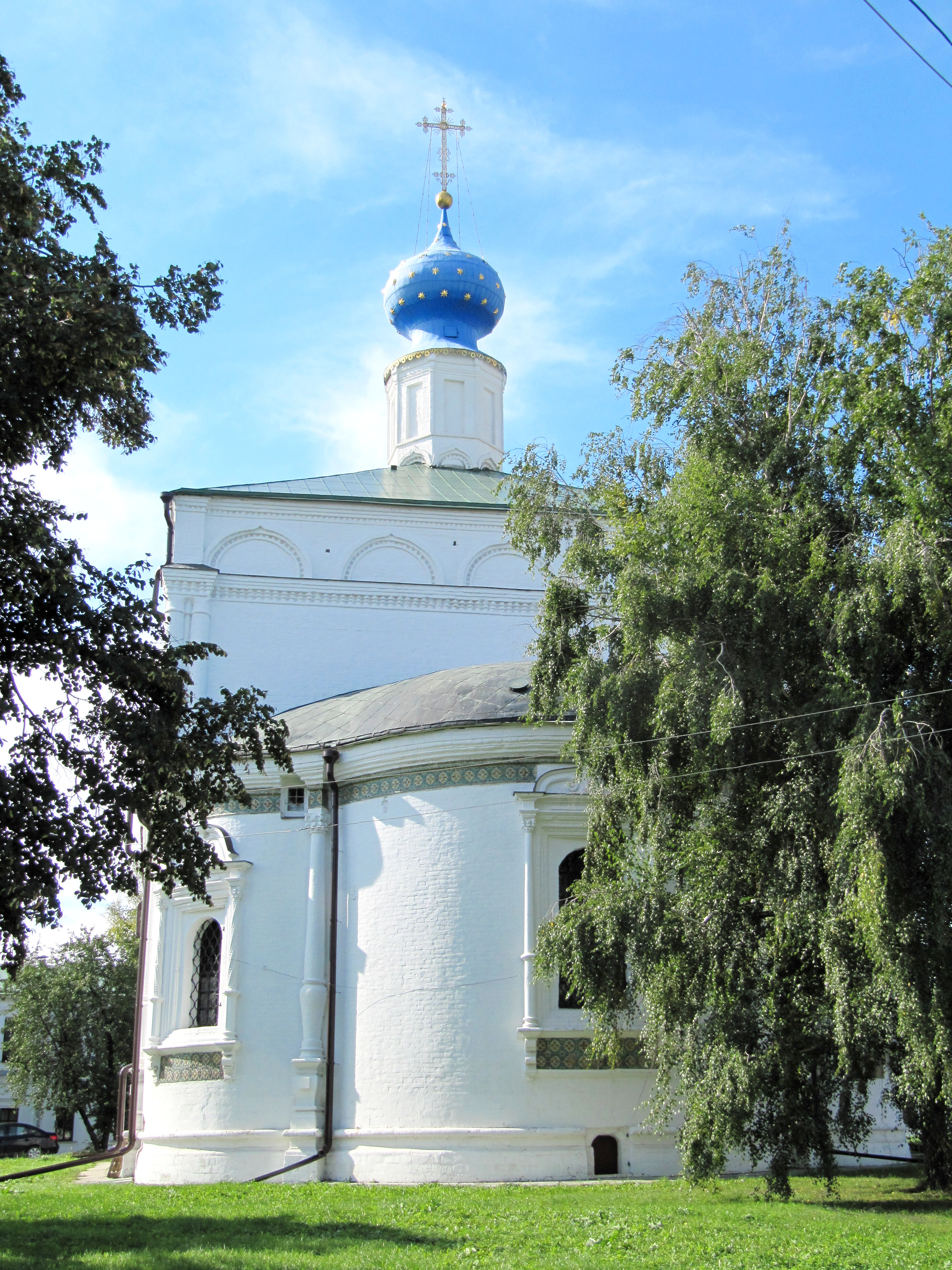
Спасо-Преображенский собор Спасского монастыря.

Скромное здание, построенное в 1910 году на самом краю кремлёвского холма неподалёку от церкви Святого духа и лестницы к Трубежу. Двухэтажный корпус имеет каменный первый и деревянный второй этаж. Использовалось для различных церковных служб.

### Монастыри
Духовской монастырь
Духов монастырь основан в XV веке. Из всех его здания до нас сохранилась лишь церковь Святого Духа, построенная в 1642 году.
Спасский монастырь
Расположен к востоку от Успенского собора и Архиерейского двора. Монастырь основан в XIV веке, отстроен заново после пожаров в 1647 году.
Казанский Явленский монастырь
Девичий монастырь, находившийся на месте современного Монастырского сада. В 1786 году его перенесли за пределы кремля, где он располагается до сих пор.

## Музеи
Основной музейный комплекс, располагающийся на территории кремля принадлежит федеральному историко-архитектурному музею-заповеднику, для коллекций которого на Соборной улице построено новое здание.
Во Дворце Олега работает исторический музей, рассказывающий о истории города с древности до XIX века. Среди экспонатов можно обнаружить интерактивный макет Старой Рязани и её храмов, макет Рязанского кремля, Следованую псалтырь, в которой была обнаружена дата основания города. Также здесь хранится кольчуга и меч Олега Рязанского, драгоценные клады, найденные на территории Старой Рязани, замок и ключ, на который запирался город в средние века, древние государственные договоры Великого Рязанского княжества.
В Гостинице Черни работает музей воинской славы, в экспозициях которого можно проследить историю войн и сражений княжества до XX века. В южной части Дворца Олега и Архангельском соборе открыто древлехранилище, располагающее коллекцией икон и церковной утвари.
Рядом, в Соборном парке расположен интерактивный музей рязанского леденца и выставочный центр народных промыслов.

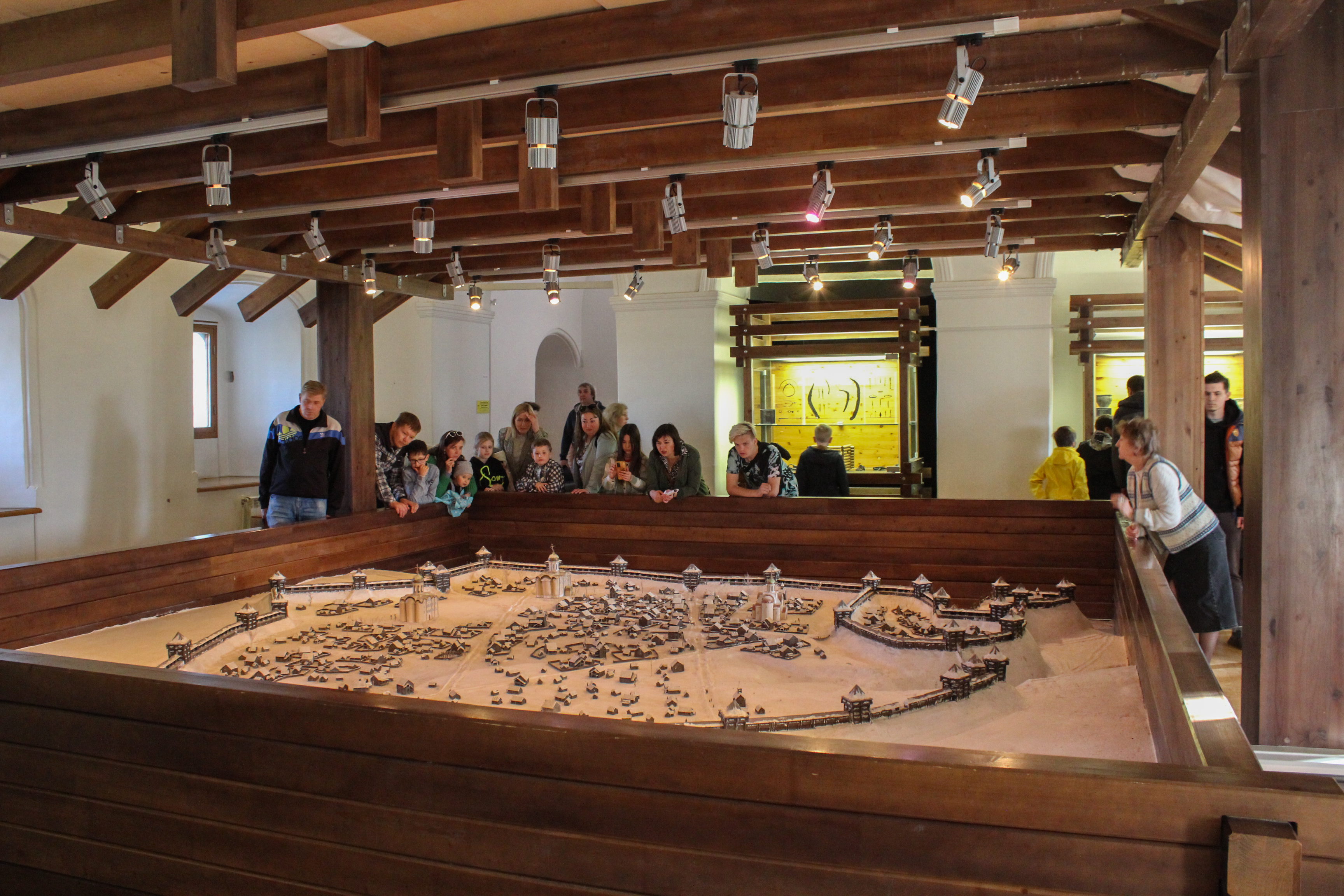
Интерактивный макет Старой Рязани
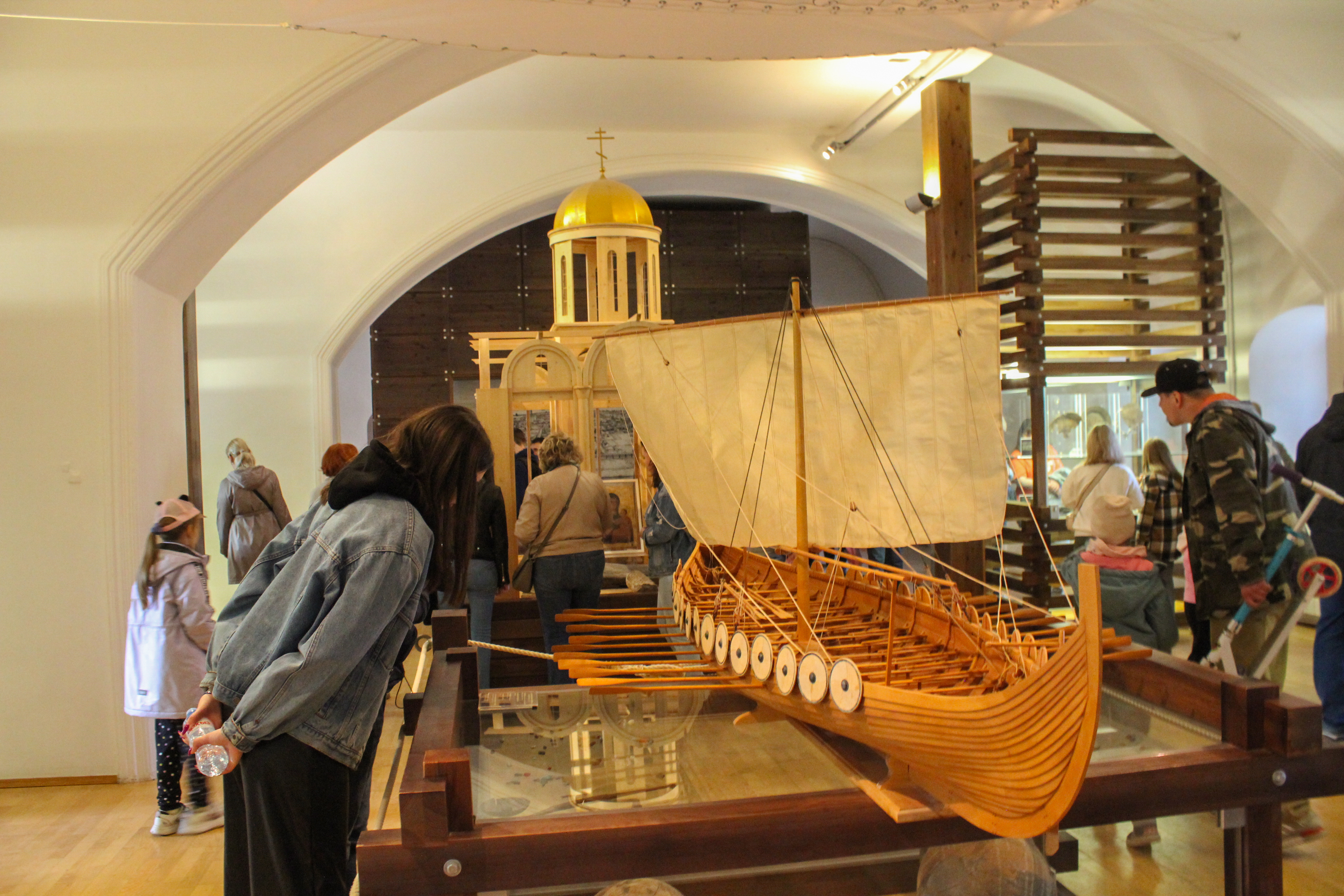
Историческая экспозиция музея-заповедника
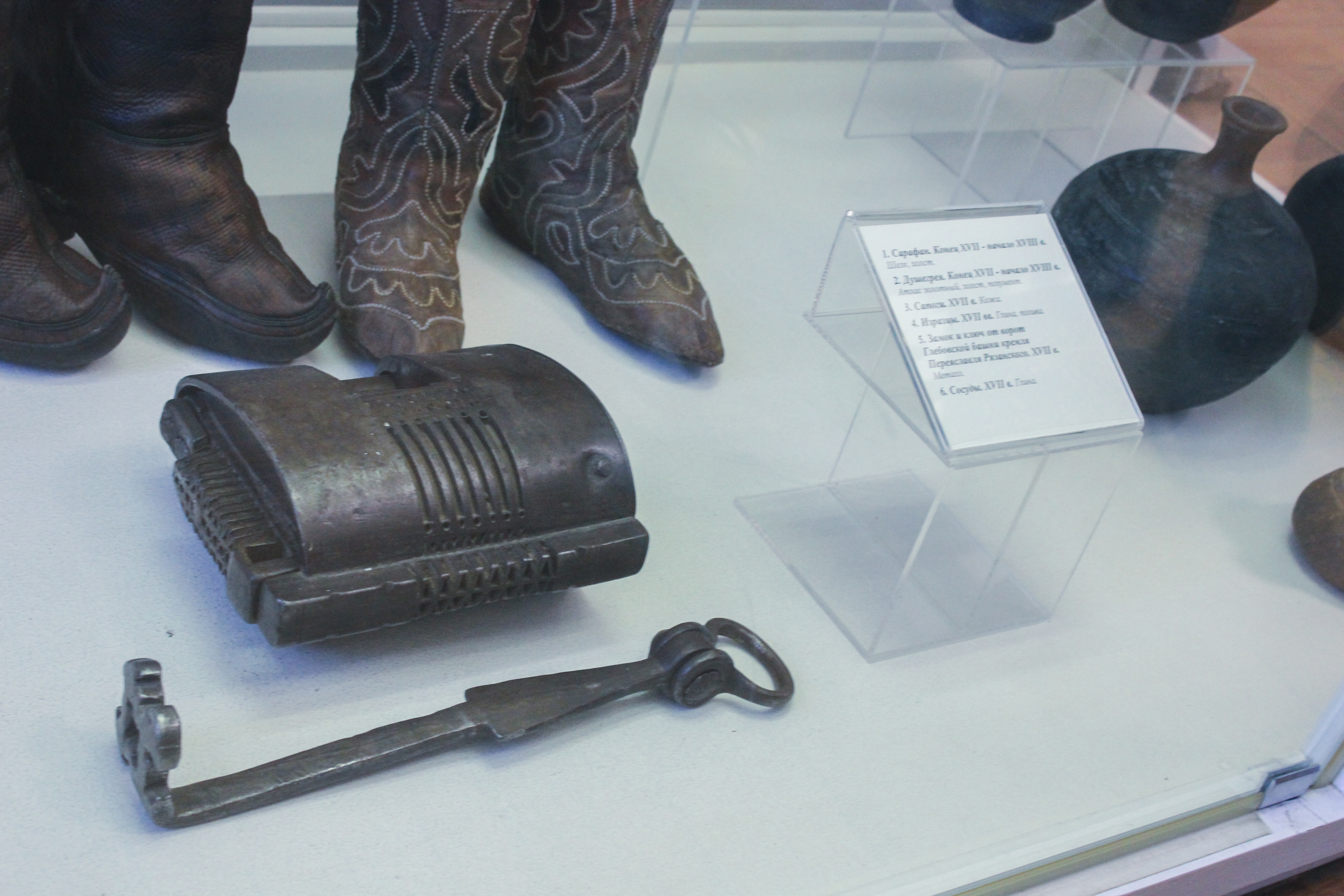
Замок с ключом, на который запиралась Глебовская башня Рязанского кремля.
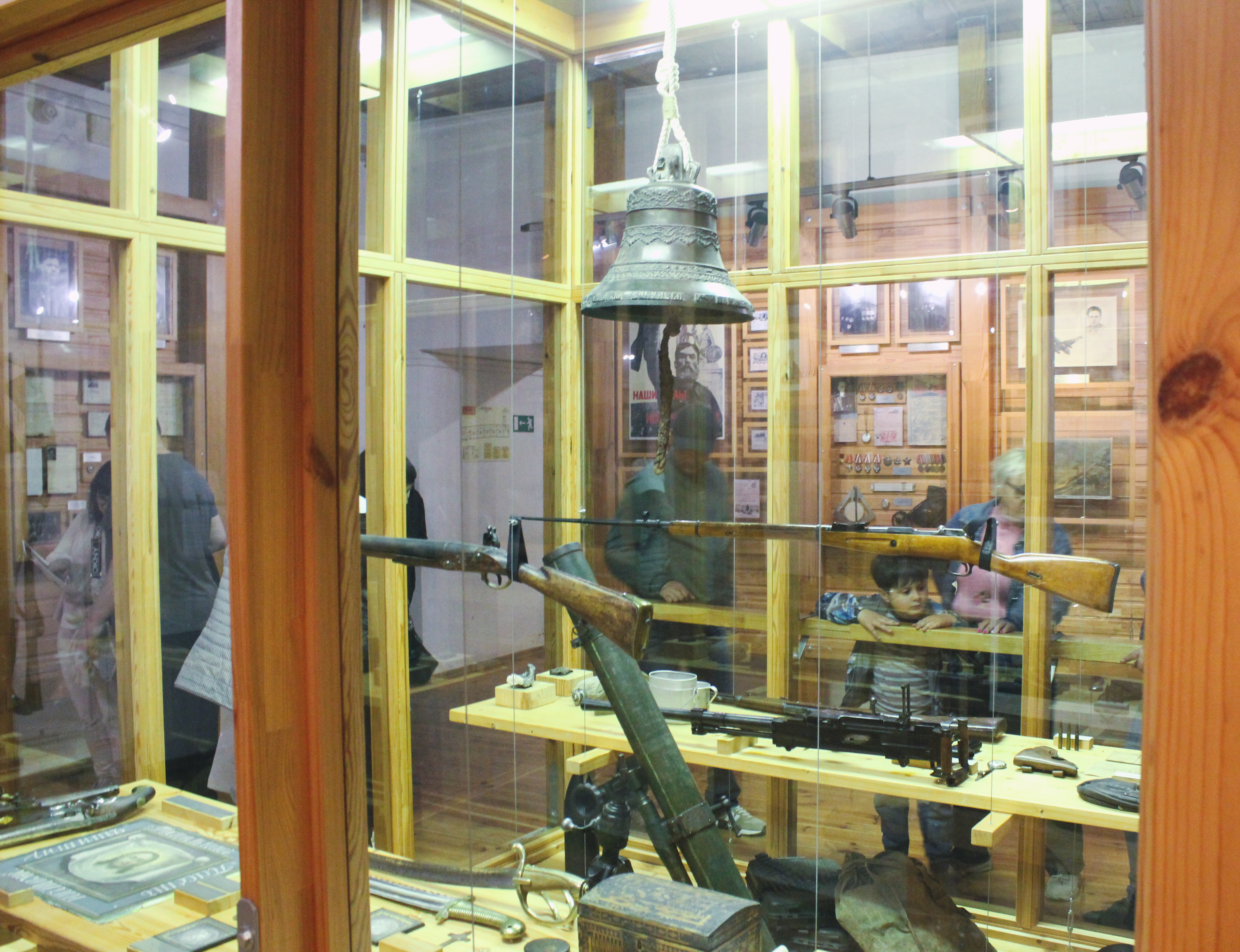
Экспозиция музея воинской славы.
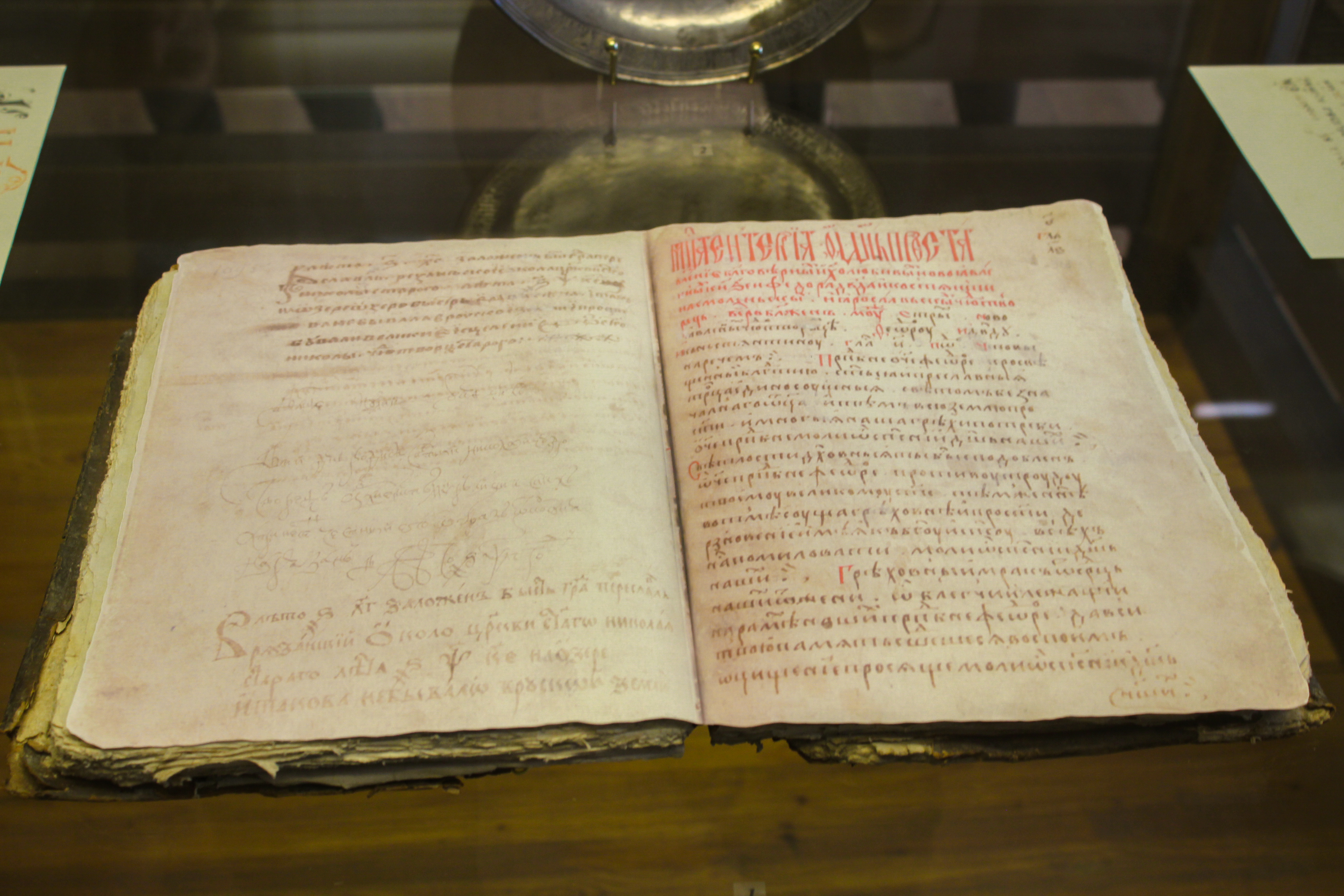
Следованая псалтырь, с указанием даты основания Рязани.

## Мероприятия
- 18 мая — День открытых дверей Рязанского кремля, который проходит одновременно с международным Днём музеев.
- Последние выходные мая — Международная ночь музеев, В этот день музейные экспозиции работают допоздна, а с 18 часов начинается вечерняя концертная программа на территории архиерейского двора.
- В первое воскресенье июля — Благотворительный праздник Летний день в кремле, открывающий в свою очередь культурную программу летних кремлёвских вечеров. Днём все экспозиции работают бесплатно. В течение нескольких дней по вечерам в кремле проходит концертная программа и культурные мероприятия.
- Последние выходные августа — В рамках международного форума древних городов кремль и Соборный парк часто становятся площадкой для проведения мероприятий.
- 1 сентября — День знаний.
- 1 октября — День пожилого человека.
- 4 ноября — Ночь искусств.

На территории кремля также проводятся научные конференции, работает клуб друзей и археологический клуб.

## Археология и исследования

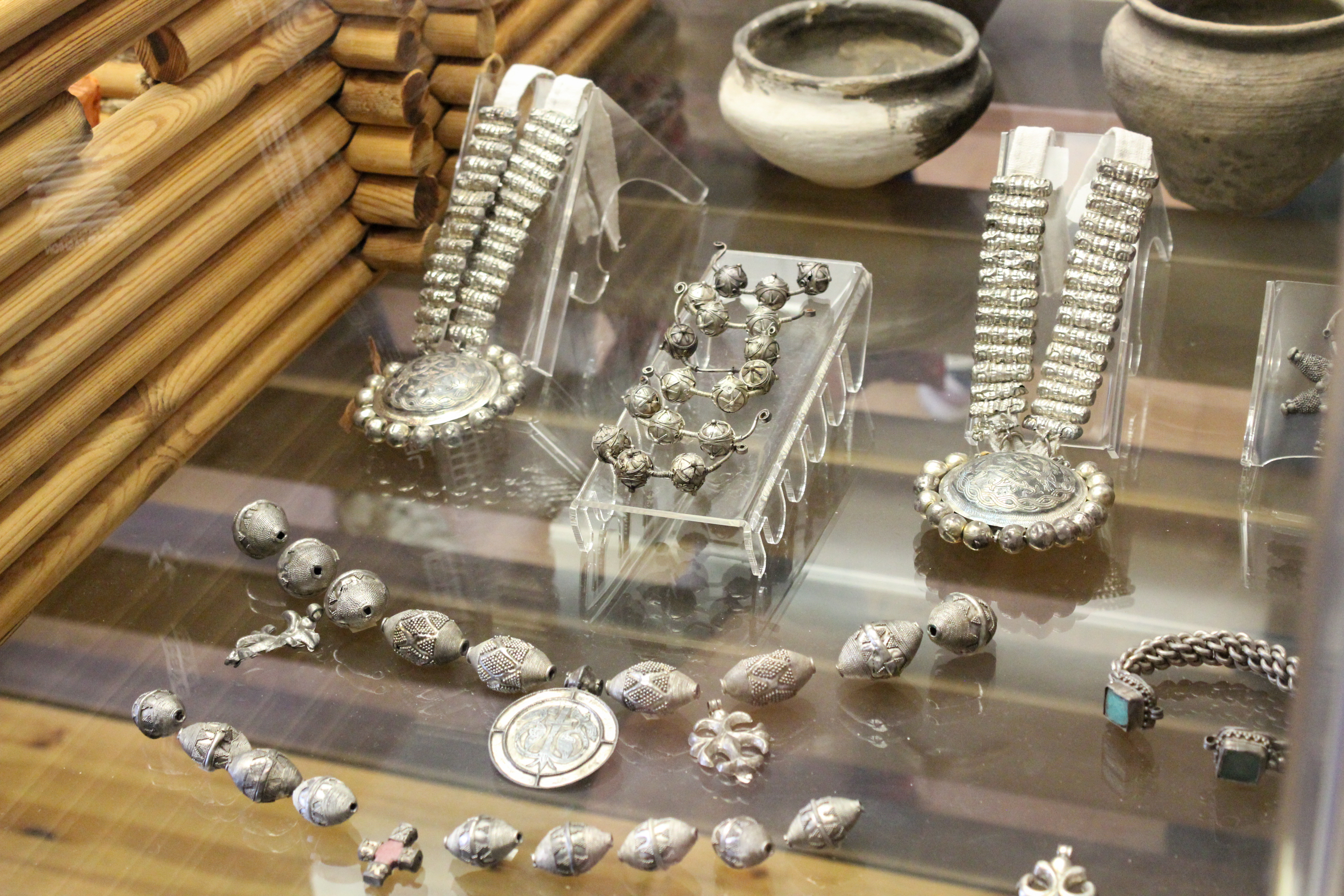
Археологические находки в историческом музее Рязанского кремля.

Культурный слой на территории Рязанского кремля имеет мощность более 7 метров и до сегодняшнего времени до конца не изучен. Одна из первых археологических экспедиций проходила здесь ещё в XIX веке. Комплексные обследования начали проводиться в кремле в 20-х — 30-х годах XX века. В это время активно готовились проекты реставрации и музеефикации архитектурного комплекса, а также территорий, находящихся за пределами города: Солотчинского монастыря и Старой Рязани. В это время в музее работают такие видные специалисты, как археологи В. А. Городцов и А. А. Мансуров, искусствовед Г. К. Вагнер, этнографы Н. И. Лебедева и М. Д. Малинина.
Современная Переяславская археологическая экспедиция организована музеем-заповедником совместно с Институтом археологии РАН и работает на территории кремля с 2004 года. Руководитель экспедиции — старший научный сотрудник института археологии, доктор исторических наук В. И. Завьялов. Раскоп площадью в 160 м². был разбит перед Гостиницей Черни. В письменных источниках это место называется Житным двором, поэтому и раскоп был назван Житным.
За шесть лет полевых сезонов работы на раскопе были планомерны вскрыты 25 слоёв начиная от XX до XIV века. В связи с насыщенностью культурного слоя влагой, напоминающим о нахождении неподалёку озера, хорошо сохранились органические находки: дерево, кость, кожа, береста. В ходе раскопок были вскрыты слои одной из главных средневековых улиц города, соединявших Глебовскую и Ипатьевскую проездные башни. Здесь были обнаружены остатки деревянных дубовых мостовых и усадьбы горожан. В 2007 году удалось обнаружить костяную печать с изображением русского воина, которая впоследствии стала эмблемой Переяславль-Рязанской археологической экспедиции. Общее количество находок на раскопе более 3 тысяч.
В 2016 году после расселения части жилых домов заработал Введенский раскоп в месте, где располагалась одноимённая крепостная башня. Площадь раскопа составила 336 м². В 2016 году на вскрытых слоях XVI века было найдено множество косторезных изделий, что позволяет говорить о том, что здесь располагалась специализированное косторезное производство.
14 августа 2021 года на Введенском раскопе была найдена первая в Переяславле-Рязанском, берестяная грамота. Однако это событие было ожидаемым, так как за годы исследований археологами неоднократно обнаруживалось свидетельства использования бересты в городе — заострённые стержни для нанесения рисунков и надписей, а в 1978 году нашли фрагмент берестяного туеса с изображением всадника. Таким образом Рязань стала 13 городом, в котором были найдены берестяные грамоты. Длина грамоты 8 см, ширина 2.5-3 см. Две нижние строки текста, которые можно было прочесть в сложенном виде: «БЫША ти …» («был ты») и «БЕЖИ» («беги») давали понять, что текст не был рядовой долговой распиской. Последующие раскрытие бересты и расшифровка текста показали, что здесь был написано отрывок из пасхалии — собрании расположенных по годам сведений о дате Пасхи и связанных с ней праздников. Слова с бересты являются переписью с пасхалии от 1459 года, в которой упоминаются пророчестве о конце света в 7000 году — 1492 году по новому стилю. Умы людей в XV веке были охвачены ожиданием неминуемого конца света, Эта берестяная грамота говорит о том, что и в Переяславле люди так же волновались и боялись конца света.

## Известные люди
- Олег Иванович Рязанский — самый известный из рязанских князей, при которого рязанское княжество достигло наивысшего расцвета.
- Хабар Симский — Переяславльский воевода, обманным путём забравший вассальную грамоту Василия III у Мехмед-Гирея, осадившего Переяславль.
- Степан Дмитриевич Яхонтов — рязанский краевед, историк и архивист. Организатор музейного и архивного дела в Рязани. Уроженец Рязанской губернии.
- Дмитрий Дмитриевич Солодовников — историк, педагог, просветитель, стоял у истоков Рязанского музея, многое сделал для его становления. Написал несколько исторических трудов на основе архивных церковных книг, благодаря которым сегодня известно описание кремлёвских средневековых построек.
- Наталия Ивановна Лебедева — этнограф. Работала в Рязанском музее, для которого собрала обширную этнографическую коллекцию. Уроженка Рязани.
- Василий Алексеевич Городцов — один из основателей советской школы археологии, заслуженный деятель науки РСФСР. На территории Рязанского региона проводил фундаментальные исследования на Старой Рязани, первым начал раскопки Кремля Переяславля Рязанского. Уроженец Рязанской губернии.
- Ирина Валентиновна Ильненко — архитектор-реставратор. Благодаря её работе были восстановлен исторический облик многих архитектурных памятников кремля.